# Dream Theater
A Dream Theater Grammy-díjas, amerikai progresszívmetál-együttes, amelyet 1985-ben alapított Majesty néven John Myung basszusgitáros, John Petrucci gitáros és Mike Portnoy dobos, a bostoni Berklee College of Music három hallgatója. Az első stabil felállás 1987-re alakult ki Charlie Dominici énekes csatlakozásával, akit 1991-ben James LaBrie váltott fel. 1994-ben a billentyűs hangszereken játszó Kevin Moore hagyta el az együttest, helyére Derek Sherinian került. 1998-ban azonban ő is kilépett, helyére pedig Jordan Rudess érkezett, ezzel kialakult egy stabil, 12 éven át tartó felállás. 2010 őszén a rajongók megdöbbenésére az egyik alapító, a dobos-dalszerző Mike Portnoy jelentette be távozását, akinek utódját fél évvel később jelentették be, Mike Mangini (ex-Annihilator-, ex-Extreme- és ex-Steve Vai-dobos) személyében. Portnoy 2023-ban tért vissza a Dream Theater soraiba.
Első sikereit a zenekar az 1992-ben kiadott Images and Words című második albumával és a lemez Pull Me Under című nyitószámának videóklipjével érte el, amely az 1990-es évek elején rendszeresen szerepelt az MTV adásaiban. Ennek ellenére az együttes nem számít mainstream előadónak. Az együttes legnagyobb példányszámban eladott albuma az Images and Words, amely aranylemez lett az Amerikai Egyesült Államokban, és a 61. helyezésig ért fel a Billboard 200 toplistáján. Ugyanezen listára az 1994-ben kiadott Awake és a 2002-es Six Degrees of Inner Turbulence a 32., illetve a 46., míg a 2007-es Systematic Chaos című albumuk a 19. helyen lépett be. A zenekar tizedik albuma 2009. június 23-án jelent meg Black Clouds & Silver Linings címmel, amely a Billboard 200 toplistáján a 6., az Eurochart Hot 100-on pedig az első lett, ezáltal a megjelenése hetében a legjobban fogyó albumuk lett.
A Dream Theater a progresszív metál egyik legnagyobb hatású és legsikeresebb együttese, az Amerikai Egyesült Államokban több mint 2,1 millió, míg világszerte több mint 12 millió lemezt adtak el.
2010-ben bekerültek a Long Island Music Hall of Fame-be. A 2011-ben megjelent A Dramatic Turn of Events albumuk On the Backs of Angels című dalát első alkalommal a zenekar történetében Grammy-díjra jelöltek a Best Hard Rock/Metal Performance kategóriában. A Mike Mangini bemutatkozását jelentő A Dramatic Turn of Events a második olyan lemezük lett, ami bejutott a Top 10-be, miután a Billboard 200 listáján a 8. helyre került. 2022-ben az The Alien című daluk Grammy-díjat nyert a Best Hard Rock/Metal Performance kategóriában.
A korábbi és a jelenlegi tagok mindannyian magasan jegyzett zenészek, akik számtalan díjat nyertek különböző zenei szaklapok szavazásain, és számos elismert zenésszel játszottak együtt különböző formációkban.

## Történet

### Korai évek (1985–1988)

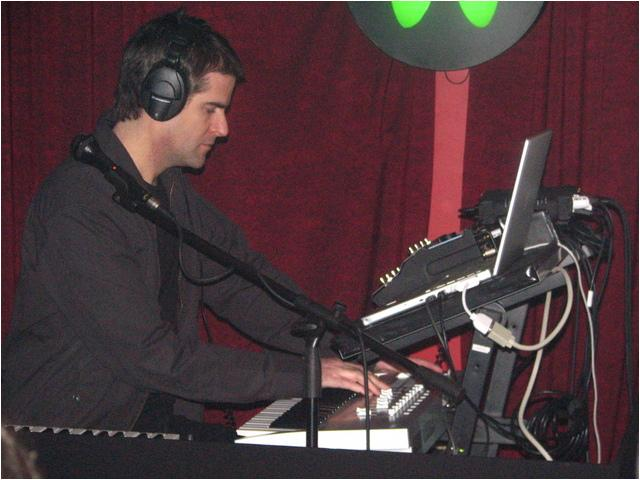
Kevin Moore az együttes első billentyűse volt. 1994-ben lépett ki zenei nézetkülönbségek miatt.

Az együttes kezdeti felállásából John Petrucci és John Myung, valamint Kevin Moore már a King’s Park középiskolából ismerték egymást. Több együttesben is játszottak, dzsemmelgettek, az ő nevükhöz fűződött többek között a Centurion formáció is. Az érettségit követően azonban elváltak útjaik, Myung és Petrucci beiratkozott a neves bostoni Berklee School of Music zeneiskolába. Itt találkoztak Mike Portnoy dobossal, és hárman 1985-ben megalapították a későbbi Dream Theatert. Portnoy nemcsak abban hasonlított John Myunghoz és Petruccihoz, hogy szintén Long Island-i volt, hanem ő is a progresszív hangvételű zenéket kedvelte a legjobban. Petrucci volt osztálytársa, Kevin Moore (billentyűs hangszerek) és az énekes Chris Collins csatlakozásával elkezdtek próbálni a Berklee College of Music falain belül. Collinsra azután esett a választásuk, miután hallották a Queen of the Reich című Queensrÿche dalt az előadásában. Kevin Moore az együttes sűrű próbái miatt elhagyta a State University of New York at Fredonia zeneiskolát, Portnoy, Petrucci és Myung pedig a Berkleet. Kezdetben Rush- és Iron Maiden-dalokat játszottak, stílusukra pedig többek között olyan előadók gyakoroltak mély hatást, mint a Yes, a Queensrÿche, Steve Morse, Jaco Pastorius, vagy Yngwie J. Malmsteen. A zenekarnak a Majesty nevet választották. A név Mike Portnoytól származott, aki a Bastille Days című Rush-dal gitárszólóját a fenséges (majestic) szóval jellemezte, miközben sorban álltak, hogy bejussanak a Rush koncertjére. A többieknek annyira megtetszett a kifejezés, hogy felhasználták együttesük neveként.
1986-ban rendszeresen koncerteztek, elsősorban New York City környékén. Ez idő alatt elkészítették első demójukat, amely 1986. június 1-jén jelent meg The Majesty Demos címmel. Az eredeti anyagon hat dal szerepelt, 2003-ban pedig Mike Portnoy saját YtseJam Records kiadóján keresztül, 74 percesre bővítve, CD-formátumban jelentek meg a Majesty demófelvételei. A sűrű koncertezés révén a demónak mind az ezer példánya elfogyott, hat hónap alatt. A demót az akkor készült bootlegekkel (Dream Theater : While Performing as Majesty) egyetemben a rajongók a mai napig másolják, terjesztik, így ezeket ma is könnyedén be lehet szerezni. A siker ellenére azonban az extrém magas hangokra képes Collins 1986 novemberében kilépett a zenekarból. Új énekest egy évig nem találtak, így instrumentális koncerteket adtak. Ekkor született meg számos későbbi dal hangszeres verziója. 1987 novemberében Charlie Dominici személyében találták meg az új énekest, aki korábban a Franke and the Knockouts zenekar tagja volt, de szólólemeze is jelent meg 1969-ben. Az énekes sokkal idősebb, ezáltal tapasztaltabb is volt a többieknél. Röviddel Dominici csatlakozása után kiderült, hogy létezik még a Majesty Las Vegas-i formáció, ezért névváltoztatásra kényszerültek. Lehetőségként olyan új zenekarnevek merültek fel, mint a Glasser, a Magus, valamint az M1, amelyek közül a Glassert használták is egy hétig. A rajongóknak azonban nem tetszett ez a név, ezért Portnoy apjának javaslatára felvették a Dream Theater nevet. Howard Portnoy egy monterey-i (Kalifornia) színház alapján vetette fel a név ötletét.

### When Dream and Day Unite(1988–1990)

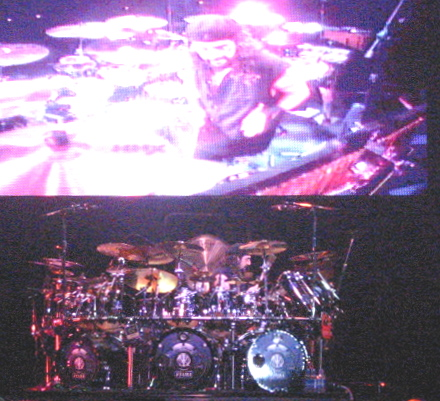
Mike Portnoy dobos a Train of Thought album turnéján. Portnoyra jellemző a gigantikus méretű dobfelszerelések használata.

Az immáron Dream Theater névvel koncertező formáció teljesítményére felfigyelt az MCA-hoz tartozó Mechanic Records, és szerződést ajánlott. A zenekar 1988. június 23-án aláírta a szerződést, majd a gladwyne-i Kajem/Victory stúdióban nekiláttak debütáló albumuk felvételeinek. A felvételek 1988. július 18-ától augusztus 12-ig tartottak, Terry Date és a zenekar produceri munkájával. A lemez elkészülése mindössze három hetet vett igénybe. Az album When Dream and Day Unite címmel jelent meg 1989. március 6-án. A lemez az Amerikai Egyesült Államokban nem keltett feltűnést, és a kritikai visszhangok is nagyrészt negatívak voltak. A holland Aardschock magazin szintén negatívan vélekedett az anyagról: „Sajnos a zenekar nem talál majd széles körben sok rajongóra, mivel kevesen szeretik az efféle zenei kaméleonokat”. Európa többi részén és Japánban viszont lelkesen fogadták az albumot. A ma már klasszikusnak számító albumon a progresszívrock-együttesekre jellemző virtuóz hangszeres teljesítmény éppúgy fellelhető, mint az olyan metálegyüttesek hatása, mint a Queensrÿche, Yngwie J. Malmsteen, vagy a korai Fates Warning. A lemezzel lefektették a progresszív metál és saját stílusuk alapjait.
A When Dream and Day Unite a mai napig megosztja a rajongókat. Van, aki tökéletes produkciónak tartja, míg egyesek Dominici hangja miatt nem tudják beilleszteni a későbbi albumok sorába. Az album kereskedelmileg nem lett sikeres. Ennek oka az volt, hogy a Mechanic Records meglehetősen szerény költségvetéssel bírt, így a megfelelő promóció és a turné is elmaradt. A lemezről két kislemezt is megjelentettek, de ezek sem keltettek feltűnést. Az album promóciós turnéja csak öt koncertet foglalt magában, az elsőre a Bay Shore-i Sundance klubban került sor a Zebra előzenekaraként. A negyedik koncert után Charlie Dominicit kirúgták, zenei nézetkülönbségekre és a magas korkülönbségre hivatkozva. Dominici korábban is mindig AOR stílusban zenélt, és olyan előadókat favorizált, mint a Beatles vagy Billy Joel. Az ötödik, egyben utolsó koncertre (1989. november 14.) még visszahívták az énekest, amelynek során a New York-i Ritz klubban léphettek fel, a Marillion előtt. A When Dream and Day Unite ugyan nem aratott sikert, de Európában széles körben elterjedt elsősorban a progresszív zenéket hallgatók körében.

### Images and Words(1990–1993)
Dominici kirúgása után nekiláttak új énekest keresni, valamint megváltak a pénzügyi gondokkal küszködő Mechanic Recordstól. A zenekar több mint 200 énekesjelöltet hallgatott meg, köztük olyan neveket, mint Chris Crinton, John Arch (Fates Warning), John Hendricks és Steve Stone. Ez utóbbival 1990. június 9-én Bay Shore-ban egy koncertet is adtak, ahol elhangzott az A Change of Seasons egy kezdetleges verziója is. Az előadás azonban olyan rosszul sikerült, hogy az énekest azonnal eltávolították, és felmerült egy instrumentális (énekes nélküli) folytatás lehetősége is. Steve Stone-nal készült egy demófelvétel, ami meghallgatható az Images and Words Demos kiadványon. A jelöltek közül egyedül John Arch teljesítményével voltak elégedettek, a Fates Warning egykori énekese viszont hosszas rágódás után visszautasította az ajánlatot. Ezt követően hónapokig énekes nélkül léptek fel. A koncerteken a saját dalok instrumentális változata mellett Elton John-, Yes-, Billy Joel-, Queen- és Kansas-dalok is elhangzottak. Az előadások mellett folyamatosan készültek az új dalok, így már ekkoriban megszülettek a második album dalainak az alapjai.

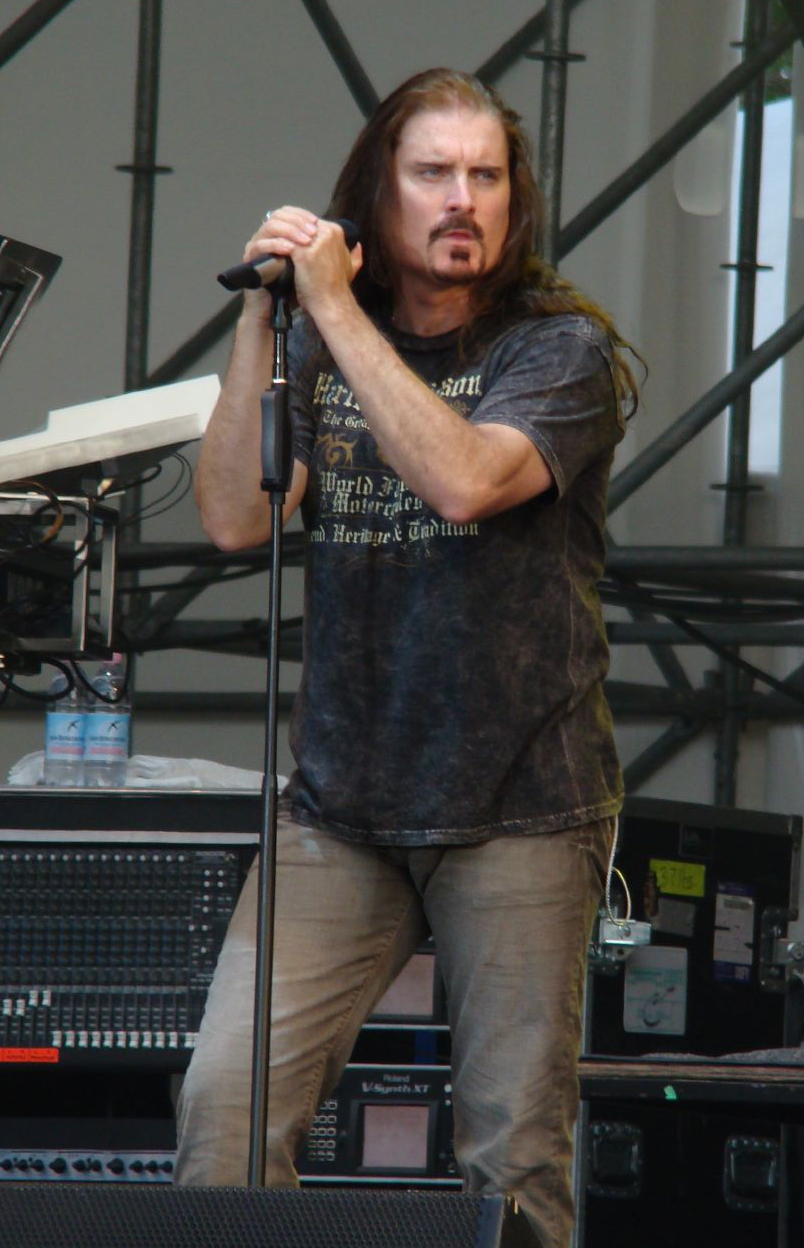
James LaBrie 1991-ben lett az együttes énekese. A fotó 2007-ben készült.

1991 januárjában Kevin James LaBrie, a kanadai Winter Rose glam metal együttes énekese egy kazettát küldött a zenekarnak. Portnoynak megtetszett a hang, ezért New Yorkban felénekeltette vele a Learning to Live, a To Live Forever és a Take the Time dalokat. Kevin LaBrie személyében megtalálták az elvárásaiknak megfelelő személyt, így ő lett az együttes új énekese. Mivel a zenekarban már volt két John (Petrucci és Myung), így Kevin Moore-ra való tekintettel az újabb duplázódás elkerülése érdekében LaBrie a második keresztnevét használva James LaBrie néven szerepelt a továbbiakban.
Az új énekessel elkezdtek koncertezni (először 1992. június 8-án) majd hét albumra szóló szerződést írtak alá az Atlantichoz tartozó Atco Recordsszal (ma már East West). A kiadó nem volt elragadtatva az új énekestől, még a második album stúdiómunkálatai közben is megpróbálták lecserélni Robert Masonre. Mason később a Lynch Mob és a Cry of Love zenekarokban fordult meg, de Ozzy Osbourne koncertjein is kisegített a függöny mögött, mint vokalista. Második albumuk munkálatait 1991. október 14-én kezdték meg David Prater producer közreműködésével. A felvételek a New York-i BearTracks stúdióban és a The Hit Factoryban zajlottak, és decemberben fejeződtek be. A producer és a zenekar között komoly nézeteltérések keletkeztek, mivel az együttes úgy gondolta, hogy Prater megpróbálja őket pop metal irányba terelni. Ezenkívül a dobokat Prater triggerezte, hogy fajsúlyosabban szóljanak, de Portnoy ezt eleinte ellenezte. A kiadó a lírai hangvételű Another Dayt akarta kiadni első kislemezként, a zenekar viszont ragaszkodott a Pull Me Underhez, nehogy „slágermetál”-együttesként könyveljék el őket. Az első kislemez és klipnóta végül a Pull Me Under lett, amelynek editált (rövidített) verzióját az amerikai rádiók, sőt az MTV is rendszeresen műsorára tűzte. A második kislemezként kihozott Another Day is sikeres volt a rádióknál, de a harmadik kislemez, a Take the Time, már nem lett népszerű.
A teljes nagylemez Images and Words címmel 1992. július 7-én jelent meg, és a Billboard 200 listáján a 61. helyre került. Az albumon elhagyták az első lemezt jellemző borongós-misztikus atmoszférát, és modern életérzésekkel helyettesítették a próféciákon, középkori vagy sci-fi-sztorikon alapuló szövegvilágot. Az album zeneileg is változásokat hozott magával, a korábbi heavy metalos felhangok helyét súlyosabb, modernebb metál vette át, keveredve a progresszív rock jellegzetességeivel. A lemezzel új iskolát teremtettek, amely új fejezetet nyitott a progresszív rock és a metál történetében. Az album kiváló kritikákban részesült: az AllMusic négy és fél csillagot adott rá az ötből, míg a „Digital Dream Door’s” minden idők 100 legjobb progresszívmetál-albumának listáján a második lett.
A lemez kiadása után hosszú világ körüli turnéra indultak, amely során több alkalommal is felléphettek a Fear of the Dark albumával turnézó Iron Maiden előtt. A Pull Me Under és az Another Day dalok médiasikerének és a sok koncertezésnek köszönhetően az Images and Words meghozta az áttörést a zenekar számára. A mai napig ez a legkelendőbb albumuk, amely az Amerikai Egyesült Államokban aranylemez, Japánban pedig platinalemez minősítést szerzett. A japán és amerikai fellépéseket egy európai koncertsorozat követte (Music in Progress Tour). Az 1993. április 23-án, a londoni Marquee Clubban adott koncertjüket a Live at the Marquee koncert-EP örökítette meg, amely szeptember 3-án került a boltok polcaira. Miközben folytatódott a turné, november 16-án megjelent egy Images and Words: Live in Tokyo című VHS-videókazetta, amelyre egy 1993 augusztusi japán koncert került fel, a stúdiós munka kulisszatitkai, videóklipek és a japán turnén készült interjúk mellett.

### Awake,A Change of Seasons(1994–1996)

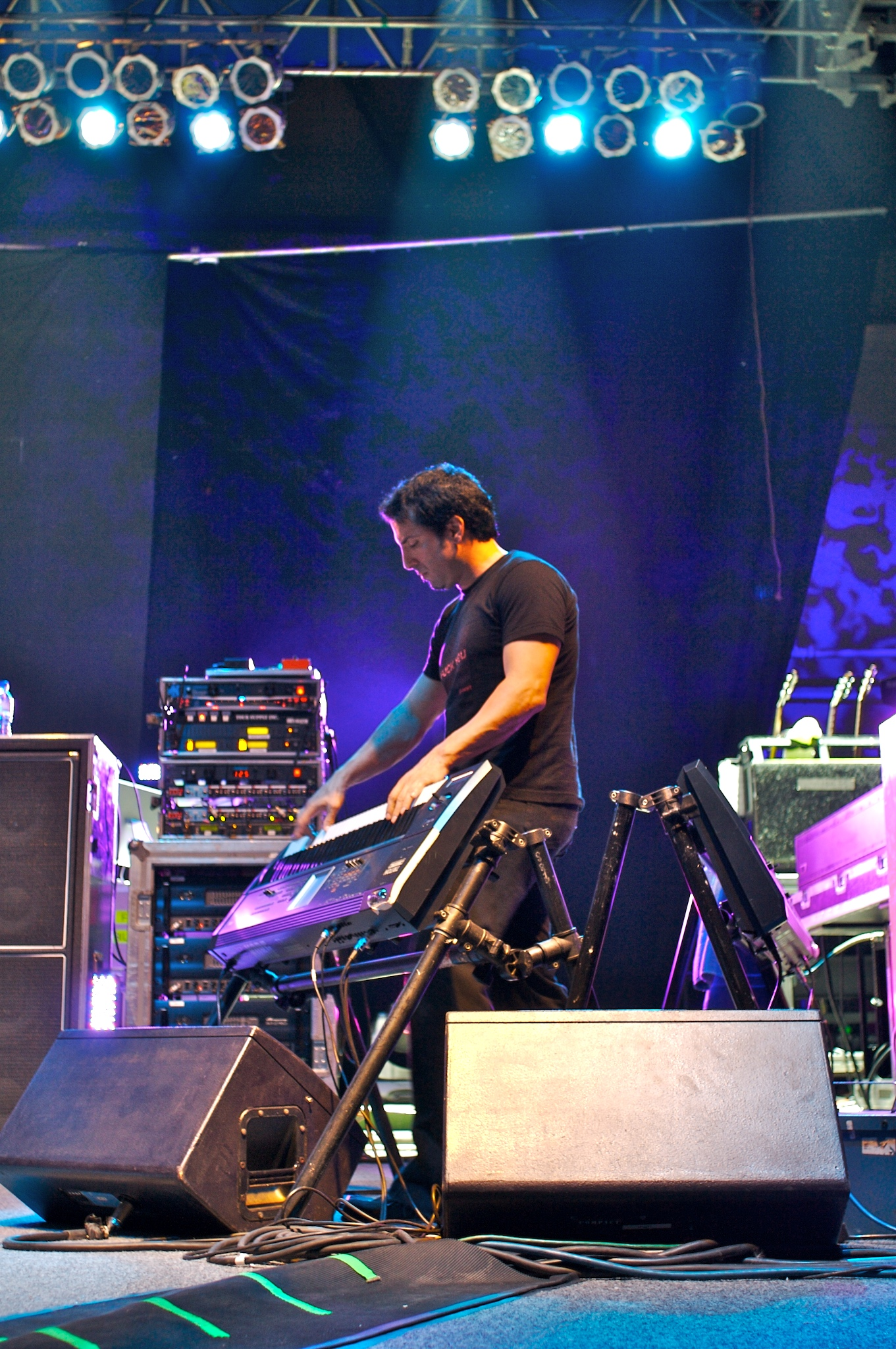
Derek Sherinian billentyűs 1995-től 1999-ig volt az együttes tagja. A fotó egy 2006-os Billy Idol koncerten készült.

Az Images and Words album 194 előadásból álló turnéja után 1994 májusában nekiláttak a harmadik album munkálatainak. A felvételek a hollywoodi One On One és a Devonshire Stúdióban zajlottak, John Purdell és Duane Baron producerekkel. Az anyag munkálatai júliusban fejeződtek be, és 1994. október 4-én Awake címmel jelent meg. Az előzőnél komorabb hangulatú, súlyosabb hangzású album született, amely a kritikusok és a rajongók tetszését is elnyerte. A ProgArchives és az Allmusic is négy csillagot adott rá, mára pedig az együttes egyik klasszikusaként tartják számon. Sok internetes áruház kritikája szerint ez „a progresszívmetál-album”. A lemez kereskedelmileg is sikeres lett, a Billboard 200 listáján a 32. helyet érte el. A lemezről a Lie, a Caught in a Web és a The Silent Man dalok jelentek meg kislemezen. Kevin Moore még a lemez keverése előtt úgy döntött, hogy nem folytatja tovább. Döntésének hátterében a progresszív metál iránti érdektelensége állt, de turnézni sem kívánt többet. A zenei nézeteltéréseit jól tükrözi az általa írt Space-Dye Vest, amely elkanyarodás a progresszív zenétől.
Moore a kilépése után szólókarrierbe kezdett, emellett megalapította a Chroma Key együttest is. Ezenkívül tagja az OSI formációnak, továbbá felbukkant egyes Fates Warning albumokon is. Szólólemezein egy intellektuálisabb, kísérletezősebb zenei világ felé fordult. Átmeneti megoldásként Derek Sherinian lett az együttes billentyűse, aki korábban Alice Cooper és a Kiss turnéin játszott. Az Awake lemezt népszerűsítő Waking Up the World Tour turnén már Sherinian lépett fel velük, de a zenekar továbbra is kereste az állandó billentyűst. A meghallgatásokon részt vett Jens Johansson, aki Yngwie J. Malmsteen és a Stratovarius billentyűseként lett ismert. A zenekar viszont Jordan Rudesst szerette volna megnyerni magának, aki a Keyboard Magazine szavazásán „a legjobb új tehetség” kategóriában első lett. Rudess 1994. szeptember 9-én fellépett az együttessel a kaliforniai Burbankben, azonban családi okokból inkább a Dixie Dregs turnéját választotta. Ezt követően úgy döntöttek, hogy hivatalosan is a Berklee College of Musicon végzett Derek Sheriniant választják Kevin Moore utódjaként. A Waking Up the World Tour mindenhol telt házas sikerrel zajlott, az előzenekar a Fates Warning volt. Az együttest több magazin az év legjobb zenekarának választotta. Ezenkívül John Petruccit választották meg az év gitárosának, egy másik magazin által pedig minden idők harmadik legjobb gitárosa lett (Jimi Hendrix és Eddie Van Halen mögött).
1995 májusában, félbeszakítva a turnét, ismét a BearTracks stúdióba vonultak, hogy felvegyék a rajongók által már évek óta követelt A Change of Seasons darabot. Ezt a dalt 1989 óta többször is előadták a koncerteken, de hosszúsága miatt (23:06) hanganyagon még nem jelent meg. A kiadó a nyomásnak engedve engedélyezte a zenekarnak a dal felvételét. Az A Change of Seasons névre keresztelt EP 1995. szeptember 19-én jelent meg, David Prater és a zenekar produceri munkájával. Az anyagra a címadó eposz mellett bónusz feldolgozások kerültek fel, amit a hivatalos rajongói klub tagjainak tartott rendezvényen rögzítettek 1995. január 31-én, a londoni Ronnie Scott jazzklubban. A feldolgozásokat Elton John-, Led Zeppelin-, Journey-, Deep Purple-, Queen-, Pink Floyd-, Dixie Dregs-, Genesis- és Kansas-dalok tették ki. Az A Change of Seasons, amibe Derek Sherinian ötletei is belekerültek, a stúdióban jelentős változásokon esett át. A dalt sokan az együttes és a progresszív metál egyik legjobb szerzeményének tartják. Az EP megjelenése után befejezték a turnét (fox for '96), majd néhány hónapnyi szünetet tartottak.

### Falling Into Infinity, projektezés (1997–1999)
A következő album előtt a zenekar váratlan falakba ütközött a kiadó részéről: az EastWest megpróbálta a csapatot zeneileg egy fogyaszthatóbb, eladhatóbb irányba terelni, rövidebb és kevésbé komplex dalok segítségével, többek közt Desmond Child rockproducer bevonásával. Desmond Child a Bon Jovinak írt dalai révén lett ismert, de később többek között az Aerosmith, a Kiss, Steve Vai, Michael Bolton és Bonnie Tyler számára is dolgozott. Az együttes engedett a nyomásnak, nekik is céljuk volt, hogy még népszerűbbek legyenek: „Remélem növelni tudjuk a népszerűségünket az USA-ban és Angliában is, most ez az elsődleges szempont” – nyilatkozta Derek Sherinian. A készülődő nagylemez munkálatai a New York-i Avatar stúdióban zajlottak 1997. június 2-ától július 30-ig. A produceri teendőket ezúttal Kevin Shirley-re bízták. Eredetileg több mint 140 percnyi anyag állt össze, a kiadó azonban elvetette egy dupla CD-s kiadás ötletét, csakúgy mint LaBrie, aki szintén úgy érezte, hogy csak egy korongot kellene kiadniuk. A fel nem használt dalok később a The Falling into Infinity Demos kiadványon jelentek meg.

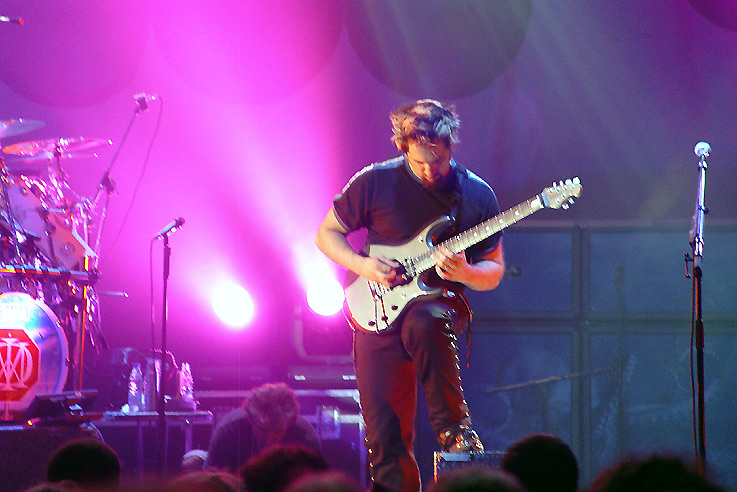
John Petrucci gitáros a Joel McIver által írt, 100 Legnagyobb Metal Gitáros című könyvben a 2. helyezett lett. A fotó 2005-ben készült Düsseldorfban.

Az album Falling into Infinity címmel jelent meg 1997. szeptember 23-án, kislemezként pedig a Hollow Yearst adták ki. A lemez a korábbiaknál populárisabb, könnyebben befogadható alkotás lett, de továbbra is megtartva a rájuk jellemző progresszivitást. A You Not Me című pop-rock dal az Amerikai Egyesült Államokban igen sikeres lett, a rajongókat viszont elidegenítette. Sok rajongó úgy vélte, hogy az olyan dalok, mint a You Not Me vagy a Hollow Years egy új, mainstream hangzású Dream Theatert mutat. A lemez a Billboard 200-as listáján 52. helyezett lett, míg Angliában csak a 163. volt. Az album mind kritikailag, mind kereskedelmileg megbukott. Megítélése az évek múlásával azonban fokozatosan nagyobb megbecsülésnek örvendett a fanatikus rajongók körében.
A lemezt újabb hosszú turné követte (Touring Into Infinity), melynek során a zenekar először látogatott el Magyarországra. A monumentális turné 1998. szeptember 26-áig tartott, és egy 19 állomásos amerikai fellépéssorozat keretében a Deep Purple és az Emerson, Lake & Palmer előtt léphettek színpadra. Az együttes az album fogadtatását csalódásként élte meg, és elhatározták, hogy többé nem engednek semmilyen külső kiadói nyomásnak. A csapat frusztráltságát jól jelzi, hogy Portnoy ekkor már az együttes feloszlatásán gondolkodott, bár ezt csak évekkel később ismerte be. A Falling into Infinity turnéját egy 2 CD-ből álló koncertlemez, a Once in a LIVEtime örökítette meg, amely 1998. október 27-én jelent meg. Ezt követően egy videókazetta is napvilágot látott, amely elsősorban a Touring Into Infinity turnét volt hivatott dokumentálni, de az Awake turnéról is kerültek rá felvételek. A 5 Years in a LIVEtime című VHS ezenkívül a Lie, a The Silent Man és a Hollow Years videóklipjeit is tartalmazza, továbbá egy 1995-ös koncert feldolgozása is helyet kapott rajta, kiegészítve az utóbbi öt év történéseivel.
A turné után Petrucci és Portnoy a Magna Carta Records felkérésének eleget téve a King Crimsonból jól ismert Tony Levinhez és a Dregsszel azóta már nem turnézó Jordan Rudesshez csatlakozva megalapította a Liquid Tension Experiment instrumentális-progresszív formációt. A projekt első albuma a Liquid Tension Experiment 1998 márciusában jelent meg. Az anyagon legfőképpen a zenészek virtuóz, dzsemszerű játéka a domináns, amit a jazz és a progresszív metál ötvözeteként lehet jellemezni. A folytatás Liquid Tension Experiment 2 címmel 1999 júniusában látott napvilágot. A projekt utolsó albuma Spontaneous Combustion címmel 2007-ben jelent meg, amelyen Petrucci már nem szerepelt, ezért a Liquid Trio Experiment nevet használták. Az albumok lelkes fogadtatásban részesültek a rajongók körében, egyúttal fontos meghatározói is a Rudess-szel megerősített későbbi Dream Theater-albumoknak. A projekt sikerét látva Rudess végül meghívást kapott a Dream Theater billentyűs posztjára – ez azonban Sherinian kényszerű távozásával járt. Rudess elfogadta az ajánlatot, így kialakult egy stabil, több mint tíz évig működő felállás.

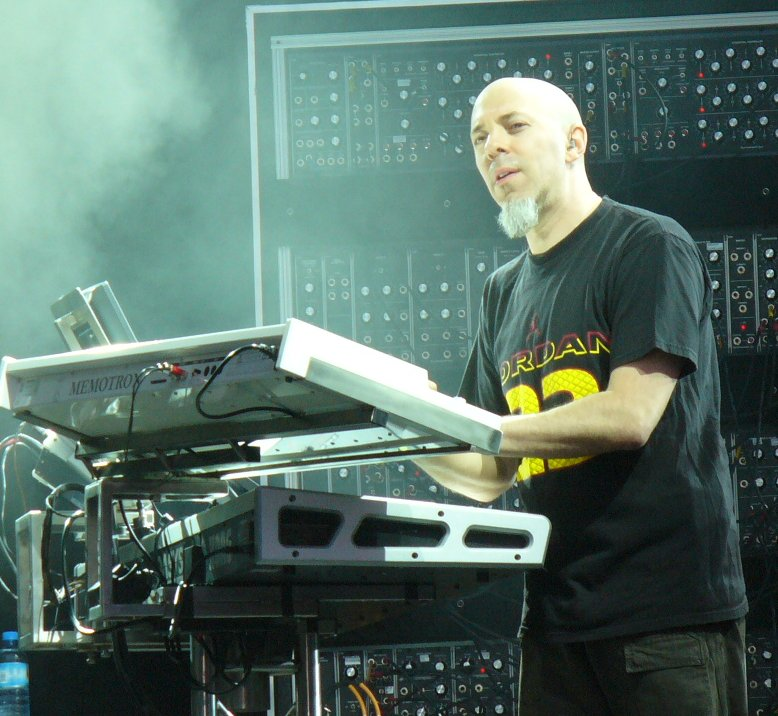
Jordan Rudess 2007-ben

Derek Sherinian ezt követően a szólókarrierjére koncentrált, de számos lemezen is felbukkant vendégként. Ezenkívül megalapította a progresszív-modern jazzfúziós zene egyik alappillérének számító Planet X-et. A Liquid Tension Experiment fellépéseket is elvállalt, melyet további projektek, vendégszereplések követtek. Petrucci, LaBrie és Sherinian felbukkantak az Explorers Club formációban, ahol számos ismert zenész (Trent és Wayne Gardner, Terry Bozzio, Billy Sheenan, Brad Kaiser, D.C. Cooper, Brett Douglas, Matt Bradley, Steve Howe, James Murphy stb.) fogott össze. John Myung és Sherinian a King’s X gitárosával, Ty Taborral megalapította a Platypust. Később több projekt is létrejött, többek között a John Myung-féle Jelly Jam, a LaBrie által alapított Mullmuzzler (amely később már az énekes nevét viselte), vagy a Portnoy szervezte Transatlantic. Ez utóbbi formációban a Spock’s Beard billentyűs-énekese Neal Morse, a The Flower Kings gitárosa Roine Stolt és Pete Trewavas, a Marillion basszusgitárosa jött össze Portnoyjal. A projektek közül megemlítendő még az OSI, amelyben Mike Portnoy zenél az egykori Dream Theater-tag Kevin Moore és Jim Matheos (Fates Warning) társaságában, továbbá a LaBrie által összeállított Frameshift.

### Metropolis Pt. 2: Scenes from a Memory(1999–2001)
A csapat ismét stúdióba vonult, de ezúttal zeneileg szabad kezet kapott a kiadótól, amit az Images and Words egyik dalának, a Metropolis Part 1: The Miracle and the Sleeper folytatásával használtak ki. Ezt a folytatást a zenekar már a Falling Into Infinity idejében megírta, azonban a kiadó túl hosszúnak ítélte. A zenekar a 20 perces dalt végül egy komplett konceptalbummá fejlesztette, amelynek története a reinkarnáció és egy tragikus szerelmi háromszög körül forog. A lemez felvételei a New York-i BearTracks stúdióban zajlottak Terry Brown, Petrucci és Portnoy produceri közreműködésével. A felvételek 1999. február 8-ától júniusig tartottak. Az album végül 1999. október 26-án jelent meg Metropolis Pt. 2: Scenes from a Memory címmel, és hatalmas sikert aratott. A Billboard 200-as listáján a 73. helyig jutott, míg Angliában a 131. lett. Zeneileg egy változatos, dalközpontú, progresszív album született, melyet a kritikusok és a rajongók is kitörő lelkesedéssel fogadtak. A ProgArchives és az Allmusic négy és fél csillagot adott rá az ötből, míg a Sputnikmusic ötöt. Több kritikus a 20. századi rockzene egyik legjobb alkotásának tartja, ezenkívül a Queensrÿche Operation: Mindcrime és a Pink Floyd The Wall című albumai mellett a legjelentősebb konceptalbumnak nevezik. A lemezről a Through Her Eyes jelent meg kislemezként 2000. június 6-án.
A zenekar ezután világ körüli turnéba kezdett, amelynek első koncertje Hamburgban volt 1999. november 8-án. A körút során, 2000. július 19-én, újra felléptek Magyarországon. A turnén előadták a teljes Metropolis, Pt.2: Scenes from a Memory albumot, s a koncerteken egy kivetítő segítségével nyomon lehetett követni az album történetét. A koncertek második felében improvizációk és a régebbi dalok kaptak helyet. A turné során a New York-i Roseland Ballroomban egy gigantikus, közel négyórás koncertet adtak (a koncert után Portnoy a színfalak mögött a kimerültségtől összeesett, és kis híján kórházba került). A speciális előadáson színészek és egy gospelkórus is színpadra lépett. A felvételt rögzítették, amely Metropolis 2000: Scenes from New York címmel 2001. április 21-én jelent meg DVD-formátumban. A videó kiadását problémák követték, ugyanis a PAL-verziós példányok komoly szinkronizációs hibával jelentek meg. A problémát egy új sorozat kiadásával oldották meg, amit Portnoy személyesen ellenőrzött. A Metropolis 2000: Scenes from New York DVD 2002-ben aranylemez lett.
A DVD kiadását egy három CD-ből álló, némileg eltérő tartalmú koncertlemez megjelenése követte. A Live Scenes from New York című anyag a World Trade Center elleni merénylet napján, 2001. szeptember 11-én jelent meg. Az album borítóján egy almára módosított „drótos szív” logó volt látható, amelynek tetején New York felhőkarcolói lángokban álltak (köztük a WTC tornyai is). Az ismert tragédia után a kiadó kénytelen volt a borítót újratervezni, az albumot pedig újra kiadni. Ennek ellenére elenyésző számban az eredeti borítóval megjelent példányok is maradtak, amelyek ma már a gyűjtők kincsei közé tartoznak. A koncertlemez producere Kevin Shirley volt, és a 120. helyezést érte el a Billboard listáján.

### Six Degrees of Inner Turbulence,Train of Thought(2002–2004)

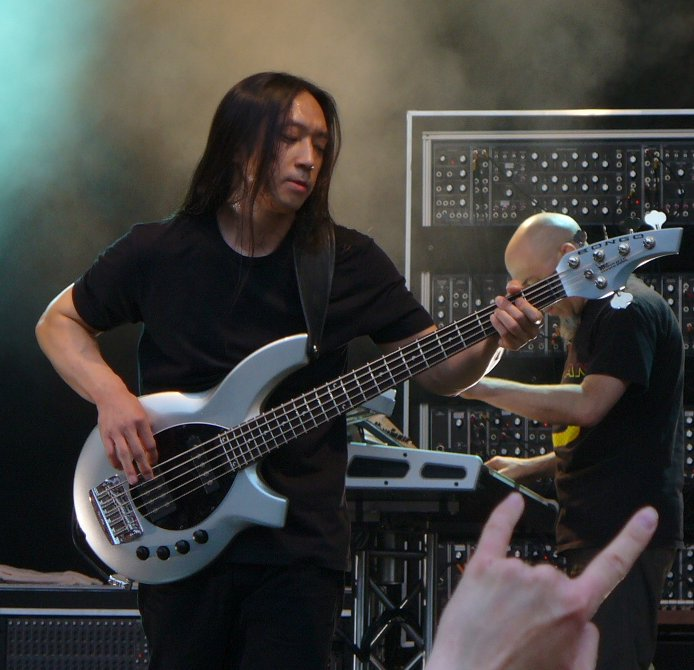
John Myung egy 2007-es koncerten. Visszahúzódó természete mögött figyelemre méltó precizitás, magas szintű virtuozitás rejlik.

A Metropolis Pt. 2: Scenes from a Memory album és a lemezbemutató turné hatalmas sikere után a zenekar végül engedélyt kapott egy dupla album kiadására. Hatodik stúdióalbumuk felvételeit újra a BearTracks stúdióban kezdték meg 2001. március 12-én. Az anyagot augusztusban fejezték be, a produceri munkálatokat ezúttal John Petrucci és Mike Portnoy végezte. Innentől kezdve egészen 2010-ig minden kiadványuknak ők ketten voltak a producerei. A 2002. január 29-én Six Degrees of Inner Turbulence címmel megjelenő album egy két CD-ből álló konceptlemez lett. A második korongon egyetlen 42 perces dal szerepel, a Six Degrees of Inner Turbulence, amely hat lelki sérültön keresztül taglalja a belső zűrzavar hat fokozatát. Az album zeneileg az egyik legváltozatosabb alkotásuk lett, melyen nagy hangsúly helyeződött a kísérletező, borult hangulatú témákra. Egyes rajongóknak ezért nem nyerte el teljes mértékben a tetszését, a többség azonban igen pozitív fogadtatásban részesítette. Egyesek egyenesen a legjobb Dream Theater-albumnak kiáltották ki.
A kritikusok szintén jól fogadták az albumot, az AllMusic négy, míg a Sputnikmusic négy és fél csillagot adott rá. Az album a Billboard 200-as listán a 46. helyet szerezte meg, míg a Billboard Internet Chartson az első lett. A korábbi sikertelen kislemezek miatt erről az albumról nem adtak ki egyetlen dalt sem. A lemezt a World Turbulence Tour elnevezésű turné népszerűsítette, amelynek során 2002. június 29-én hazánkban is felléptek, a Petőfi Csarnokban. A turné nyitókoncertje 2002. január 19-én New Yorkban volt, a zárókoncert pedig Isztambulban, 2002. november 8-án. A február 19-i spanyolországi koncerten teljes egészében előadták a Master of Puppets című Metallica-albumot, október 24-én Párizsban pedig az Iron Maiden The Number of the Beast című lemezét adták elő teljes terjedelmében. Később az évek folyamán sorra került még a Pink Floyd The Dark Side of the Moon és a Deep Purple Made in Japan című lemeze is. Ezeknek a speciális esteknek a felvételeit később Portnoy Ytsejamrecords nevű kiadója jelentette meg az Official Bootleg sorozat részeként. A koncertek nyitózenekara több alkalommal is a svéd Pain of Salvation volt.
A turné végeztével, a projektjeik mellett, a következő album munkálatainak is nekiláttak a Glen Cove-i Cove City Sound és a Pie stúdiókban. A felvételeket megszakította egy nyári amerikai turné a Fates Warning és a Queensrÿche zenekarokkal. A koncertek fináléjában a Queensrÿche és a Dream Theater együtt lépett színpadra, hogy klasszikus dalok feldolgozásait adják elő (például Won't Get Fooled Again – The Who). A nagy sikerű turné végeztével visszatértek a stúdióba, és szeptemberre be is fejezték a készülődő albumot. A Train of Thought címet kapott lemez 2003. november 11-én került a boltok polcaira. Az album stílusa szokatlan fordulatot vett: a Train of Thought egy karcos, súlyos, sötét és kevésbé dallamos, klasszikusmetál-felépítésű album lett. A lemez az együttes legkeményebb alkotása, ugyanakkor a rájuk jellemző progresszív megközelítés és epikusság továbbra is megmaradt. A zenekar állítása szerint csupán három hét alatt írták meg az egész albumot, és bár sok rajongó tiltakozott a radikális váltás ellen, a rajongótábor jelentősen kibővült, hiszen sok olyan metálrajongó kapta fel a fejét az album hallatán, akiknek a korábbi Dream Theater-munkák túl bonyolultak voltak. Csakúgy, mint a rajongók többsége, a kritikusok is pozitívan fogadták a lemezt, az AllMusic például négy és fél csillaggal jutalmazta. Az anyagról az As I Am dal jelent meg kislemezen, 2003. október 29-én. Az album kiszélesítette híveik táborát, így kereskedelmileg sikeres lett. A Billboard 200-as listáján az 53. helyig jutott, míg Angliában a 146. lett. Az album világ körüli turnéja augusztus 17-én vette kezdetét az Amerikai Egyesült Államokban, ahol nagy példaképeik, a Yes előtt léphettek fel.
2004-ben megjelent a korábban csak videókazettán kapható Images and Words: Live in Tokyo és 5 Years in a Livetime dupla DVD-formátumban. 2004. március 6-án a When Dream and Day Unite album 15. évfordulója alkalmából egy Los Angeles-i koncerten a teljes lemezt előadták. A ráadásban Charlie Dominici és Derek Sherinian is színpadra lépett, előbbi a To Live Forever és a Metropolis Pt. 1 dalokban James LaBrie-vel énekelt duettet.
A Train of Thought lemez nagy sikerű turnéját a három CD-ből álló Live at Budokan koncertlemez örökítette meg. A felvételek 2004. április 26-án a tokiói Budokan Hallban kerültek rögzítésre. A felvétel DVD-n is napvilágot látott, amelyen a koncert képanyagán kívül további extrák (Jordan Rudess és John Petrucci hangszerbemutatók, dokumentumfilm a turnéról, dobszóló stb.) is helyet kaptak. A Live at Budokant az egyik legjobb progresszívmetál-koncertalbumként szokás számon tartani. A DVD-verzió két hónap alatt platina státuszt ért el az USA-ban.

### Octavarium,Score(2005–2006)
A turnézás befejezése után, 2005-ben, az együttes a New York-i The Hit Factory stúdióba vonult rögzíteni következő albumát. A felvételek idején kiderült, hogy a stúdió utolsó kiadványa készül, mivel a The Hit Factory az album elkészülése után örökre bezárt. A lemez felvételei 2004 novemberétől 2005 februárjáig tartottak. Az Octavarium névre keresztelt album 2005. június 7-én jelent meg. A lemez, bár valamennyire visszatért a dallamosabb stílushoz, jóval könnyebb stílusú dalokat tartalmazott, valamint egy 24 perces zárótételt is, amely, mint az album többi része, rengeteg rejtett utalást tartalmaz, elsősorban az 5-ös és 8-as számokra, valamint az élet folyamatos, ciklikus ismétlődéseire: az Octavarium az együttes 8. lemeze, 8 dalt tartalmaz (A Six Degrees a 6. volt és 6 dalt tartalmazott, valamint a címben a Six jelentése hat, a Train of Thought a 7. volt és 7 dalt tartalmazott), a Dream Theater öttagú, de összesen 8 tagja volt, 1985-ben alakult, 8 albuma és 5 koncertlemeze jelent meg stb. Az album az elődjénél rockosabb megközelítést tükrözött, továbbá a progresszív rock is dominánsabb szerepet kapott. Az album igen megosztotta a rajongótábort, sokaknak csalódást okozott. Egyesek azt kifogásolták, hogy nem hozott jelentős újdonságot korábbi lemezeikhez képest. További kritikák érték az anyagot azzal kapcsolatban is, hogy egyes dalok túlzottan hasonlítottak más előadók stílusára. Az I Walk Beside You egy U2-albumra is felfért volna, míg a Never Enough a Muse Stockholm Syndrome dalára hasonlít. Az album kritikai megítélése vegyes volt, az Allmusic három és fél, míg a Sputnikmusic négy és fél csillagot adott rá. Az album a Billboard 200-as listáján a 36. helyig jutott, ezenkívül tizenegy európai ország lemezeladási listáján bekerült a Top 20-ba (csakúgy, mint Japánban és Kanadában). Az album turnéja 2005. június 10-én vette kezdetét Svédországban, és július 3-án Isztambulban végződött. A turné során immár negyedszer látogattak Magyarországra (2005. június 14.), nagy sikerű koncertet adva a Petőfi Csarnokban.

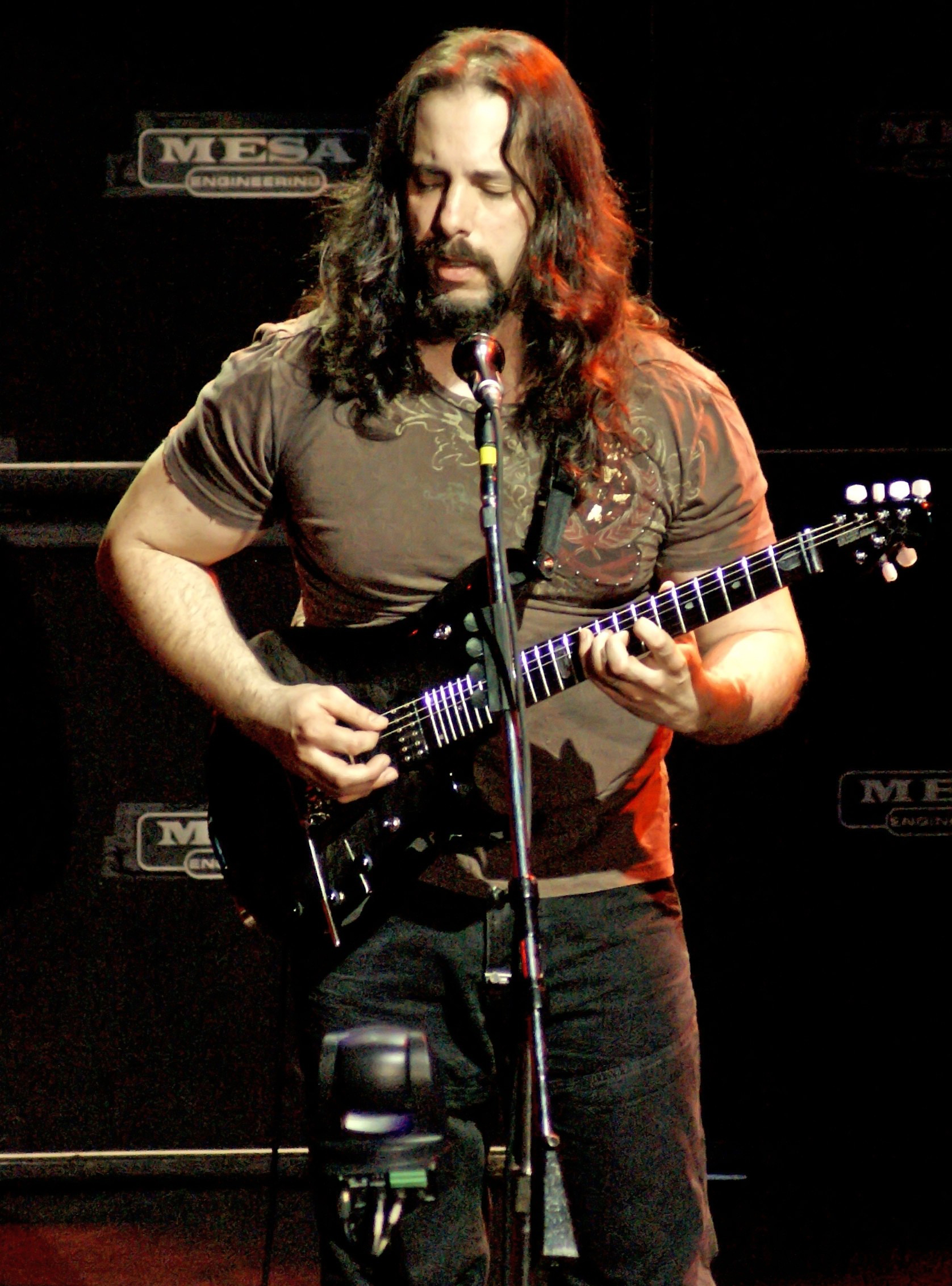
John Petrucci 2008-ban. Gitárstílusában az utóbbi 30 év minden technikai újítása megtalálható. Az általa írt dalokat a szokatlanul komplex dalszerkezetek és a rendkívül technikás szólómunka jellemzi. Elképesztő sebessége révén a gyorsaságra koncentráló „shredder” gitárosok egyik legnagyobb példaképe.

Ezt követően 2005 nyarán csatlakoztak a Megadethből ismert Dave Mustaine által szervezett Gigantour koncertsorozathoz. Az amerikai koncertekből álló turnén főzenekarként léptek fel a Megadeth mellett. Az előzenekarok a Fear Factory, a Nevermore és a Symphony X voltak. A 2005. augusztus 2-án Dallasban adott koncerten a Pantera egykori gitárosának, Dimebag Darrellnek az emlékére előadták a Cemetery Gates-t. A dal előadása alatt Russell Allen (Symphony X-énekes), Burton C. Bell (Fear Factory-énekes) és Dave Mustaine (Megadeth-énekes/gitáros) is csatlakozott a zenekarhoz. A Gigantour után tovább folytatódott az önálló turné. A 2006-os észak-amerikai turné végállomása április 1-jén a New York-i Radio City Music Hall koncerttermében tartott nagyszabású finálé volt, amelyen 20 éves fennállását ünnepelve, szimfonikus zenekarral kibővülve játszott az együttes. Az előadás felvétele 2006. augusztus 29-én Score címmel jelent meg három CD-n és két DVD-n. A DVD-n a koncert képfelvétele mellett helyet kapott egy 1 órás The Score So Far… című dokumentumfilm is, amelyben a zenekar tagjai elmesélik az együttes történetét. A Score-t a Rhino Records jelentette meg. A DVD-változat rögtön a DVD-eladásilisták élére ugrott, és hamar platinalemez lett. 2006 decemberében egy hétállomásos dél-amerikai turnét bonyolítottak le, amelynek chilei állomásán 20 000 rajongó előtt léptek fel.

### Systematic Chaos(2007–2008)
2007-ben kiadót váltott a zenekar, és átszerződtek a Roadrunner Recordshoz. Következő albumuk munkálatai a New York-i Avatar stúdióban kezdődtek 2006 szeptemberében. A felvételek 2007 februárjáig tartottak, az album pedig Systematic Chaos címmel jelent meg 2007. június 4-én. A lemez ismét egy súlyos, metalos zenekart mutatott, hosszas epikus dalokkal. Az album fogadtatása vegyes volt, sok kritikus és rajongó szerint a számok jellegtelenek és ötlettelenek lettek. A Constant Motion című darabot sokan Metallica-utánérzésnek tartják, ám ezt megcáfolja az a korábban már említett tény, hogy a zenekar előszeretettel merít mindenféle rétegből, és ebből alakul ki sajátos zenéje. A szakértők szerint Rudess játéka is kiüresedett, és úgy vélekedtek, hogy a zenekarnak 2–3 éves pihenőt kellene tartania, amíg feltöltődnek ötletekkel.
A fanatikus rajongók azonban kedvelték a lemezt, az Allmusic is viszonylag erősen közepes, három és fél csillaggal jutalmazta. A Warner Music Group kiadói csoport tagjaként működő Roadrunner hatékony promóciójának köszönhetően az album sikeres lett, a Billboard 200-as listán a 19. helyig jutott, ami a zenekar addigi történetének legjobb pozíciója volt az Amerikai Egyesült Államok területén.
Az együttes a CD megjelenésének másnapján viszonylag rövid, alig 2 órás koncertet adott a Petőfi Csarnok szabadtéri színpadán. Ötödször léptek fel Magyarországon, az előzenekar pedig a Dream Theater korábbi énekesének Dominici nevű saját csapata volt. Az albumról a Constant Motion és a Forsaken dalokat adták ki kislemezen, amelyekre videóklipet is készítettek. A lemeznek megjelent egy limitált példányszámú változata is bónusz DVD-vel, mely az album 5.1-es surround hangzású verzióját tartalmazza egy 90 perces dokumentumfilm mellett, amely a lemez elkészítését dokumentálja.
2007-ben megjelent a Lifting Shadows című Dream Theater könyv, amely a zenekar első húsz évét dolgozza fel. A könyv frissített és bővített kiadása 2009-ben jelent meg.
2007 folyamán kezdetét vette a The 2007/2008 Chaos in Motion World Tour elnevezésű turné, mely Olaszországban startolt. A Gods of Metal fesztiválon adott (2007. június 3.) koncerten a 15 éves jubileum alkalmából előadták a teljes Images and Words albumot. Június 17-én a holland Fields Of Rock Festivalon léptek fel. A fellépést további európai fesztiválokon való szereplés követte, többek között a brit Downloadon és a francia Hellfest Summer Open Airen. Ez utóbbin a Megadeth, a Korn, a Mastodon és a Slayer zenekarokkal léptek fel.
Július 24-én Észak-Amerikában (San Diego) folytatódott a turné, majd 26-án Philadelphiában léptek fel. A koncertek előzenekara a Redemption és az Into Eternity volt, de egyes helyeken a Between the Buried and Me, a Mastodon és az Opeth is fellépett előttük. A Chaos in Motion turné hátralévő része ázsiai, dél-amerikai, és első alkalommal ausztráliai koncerteket foglalt magában.
2008. április 1-jén megjelent a Greatest Hit (...and 21 Other Pretty Cool Songs) című válogatásalbum, amelyet a zenekar korábbi kiadója, az Atlantic Records dobott piacra. A kiadvány így értelemszerűen az 1991 és 2005 között megjelent stúdióalbumokról válogat. A dupla CD első részén a keményebb dalok hallhatók, míg a másodikon a balladák sorakoznak időrendben. A kiadvány a 122. helyezést érte el a Billboard 200-as listáján. Az album érdekességét az Images and Words lemezről származó remixelt számok, valamint azok a dalváltozatok adják, amelyek korábban csak kislemezen jelentek meg. A válogatásalbum kiadása után egy újabb, Progressive Nation 2008 turné vette kezdetét. A körút folyamán több olyan városban is felléptek, ahol már hosszú évek óta, vagy még sohasem adtak koncertet (például Vancouver). A turné során több alkalommal is előadták a teljes Images and Words albumot.
Miután a turné véget ért 2008. szeptember 30-án megjelent egy Chaos in Motion 2007–2008 című, két DVD-t tartalmazó kiadvány. A koncertfelvételt a Chaos in Motion turné különböző állomásairól vágták össze, mintegy 180 percben. A bónuszok között videóklipek, fotógaléria, animációs filmek és egy 90 perces dokumentumfilm is helyet kapott. A kiadványnak megjelent egy speciális változata is, amely a két DVD mellett három CD-t foglal magában, a koncertfelvétel hanganyagával. Ez a speciális verzió csak 5000 példányban jelent meg.

### Black Clouds & Silver Linings(2009–2011)

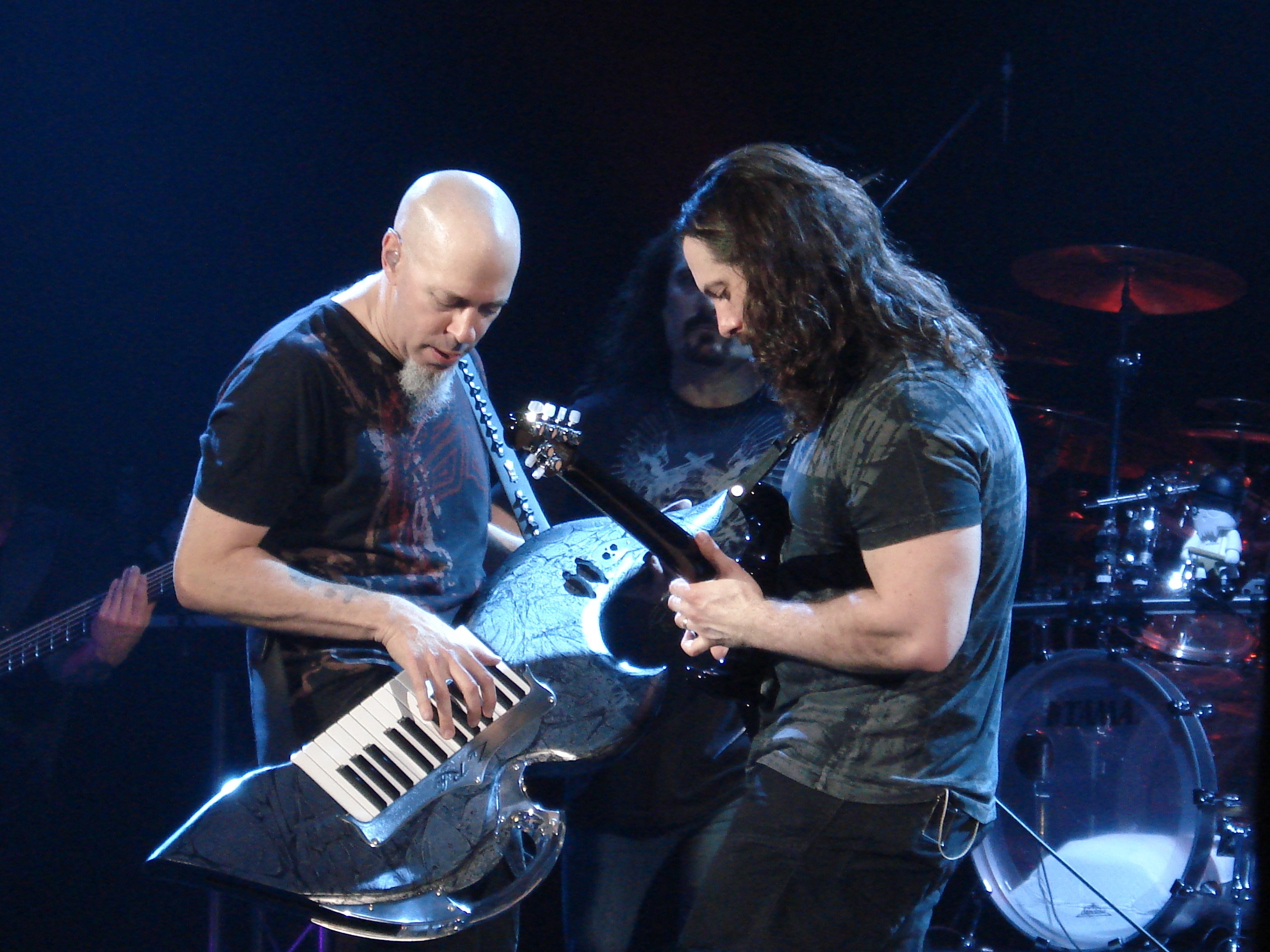
Jordan Rudess és John Petrucci egy 2008-as Buenos Aires-i koncerten, amint éppen „szólópárbajt vívnak egymással”.

2008 októberében stúdióba vonultak rögzíteni következő albumukat. A felvételekre az Avatar stúdióban (New York) került sor, melyek 2009 márciusában fejeződtek be. A lemez megjelenését az A Rite of Passage című kislemez előzte meg 2009. május 11-én. Az album Black Clouds & Silver Linings címmel 2009. június 23-án jelent meg a Roadrunner gondozásában. A lemez három különböző formátumban is napvilágot látott: a hagyományos CD mellett, egy három CD-t tartalmazó speciális változat, valamint egy 3CD+DVD+2LP összeállítású boxszet. A három CD-s verzió második korongján feldolgozások kaptak helyet olyan előadóktól, mint a Rainbow, a Queen, a Dixie Dregs, a Zebra, a King Crimson és az Iron Maiden. A harmadik lemez az új dalok instrumentális változatát tartalmazza. A The Shattered Fortress című dal három tételében lezárásra kerül az a „12-lépéses szvit”, amely a Six Degrees of Inner Turbulence albumon kezdődött el, és Portnoy alkoholizmushoz fűződő viszonyát dolgozza fel. A dobos a The Best of Times című dalt apja emlékére írta, aki a felvételek közben rákban hunyt el. A Black Clouds & Silver Linings sötét hangulatú, súlyos és monumentális dalai a kritika és a rajongók tetszését is elnyerték, a Sputnikmusic és az Allmusic is négy csillagot adott rá. Az album a Billboard 200 toplistáján a 6. helyre került a megjelenése hetében, és 40 285 darab fogyott belőle. Korábban egyetlen albumuk sem fogyott ilyen jól megjelenésének hetében. Ezenkívül 15 országban is bekerült a Top 10-be.
A lemez megjelenése után egy Progressive Nation 2009 elnevezésű turné vette kezdetét, amely Európában startolt az Opeth és az Unexpect előzenekarokkal. Az észak-amerikai turnékon a Zappa Plays Zappa és a Scale the Summit voltak a nyitózenekarok, majd az újabb európai körúton a Bigelf lépett fel előttük. Az észak-amerikai turnén eredetileg a Pain of Salvation és a Beardfish lett volna az előzenekar, de anyagi gondok miatt végül a Bigelf és a Scale the Summit lépett fel. A koncertek alkalmával gyakran felhangzott a Solitary Shell 13 perces változata, melyet szólókkal kibővítve adtak elő. A Chaos in Motion turnén a Surrounded dalt adták elő hasonló felfogásban, a torontói koncerten pedig a Rush Camera Eye című dalát adták elő, ráadásként. A lemezbemutató turnéval 2009. július 1-jén ellátogattak hazánkba is, de a korábbi magyarországi fellépéseikkel ellentétben ezúttal nem a Petőfi Csarnokban, hanem a jóval nagyobb befogadóképességű Papp László Budapest Sportarénában koncerteztek.
2009. szeptember 15-én megjelent egy Wither című EP, amely a címadó dal háromféle verziója mellett a The Best of Times című számot is tartalmazza. 2009. november 12-én Mike Portnoy bejelentette, hogy stúdióba vonulnak, felvenni egy instrumentális dalt a God of War III videójáték EP-jéhez, a God of War: Blood & Metalhoz. A dal a Raw Dog címet kapta, melyet 2010. január 8-án kislemezen is kiadott a Roadrunner. Ez volt az első olyan alkalom, hogy az együttes egy külső projekt számára írt és adott ki dalt. A Raw Dogban Jordan Rudess a különleges harpejji hangszeren játszik, amit először ő szólaltatott meg kereskedelmi forgalomba került hanghordozón. 2009 decemberében Ausztráliában folytatódott a turné, ahol a Pain of Salvation volt az előzenekar. 2010 márciusában Dél-Amerikában adtak koncerteket, ahol a Bigelf volt a nyitózenekar.
Egy kisebb szünetet követően 2010 nyarán az Amerikai Egyesült Államokban és Kanadában adtak koncerteket, az Iron Maiden vendégeként.
James LaBrie egy 2010 júniusában adott interjúban kifejtette, hogy rövidebb pihenőidőszak után stúdióba vonulnak egy új lemez elkészítése céljából.
2010. szeptember 8-án Mike Portnoy bejelentette, hogy kiszáll a zenekarból. Döntése hátterében az állt, hogy a többiekkel ellentétben több hónapos pihenőt akart tartani, az együttes azonban visszautasította a dobos javaslatát. Ezenkívül a személyes kapcsolatok megromlása is a kilépését erősítették, ugyanis Portnoy elmondása szerint már rég nem az az összetartás és csapatmunka jellemezte az együttest, mint korábban. Elmondása szerint az egyéb projektjeivel való közreműködést jobban élvezte, mint a Dream Theaterrel való munkát.
James LaBrie 2010. október 8-án bejelentette, hogy már folynak a meghallgatások, és hét „világklasszis” dobost már le is teszteltek.

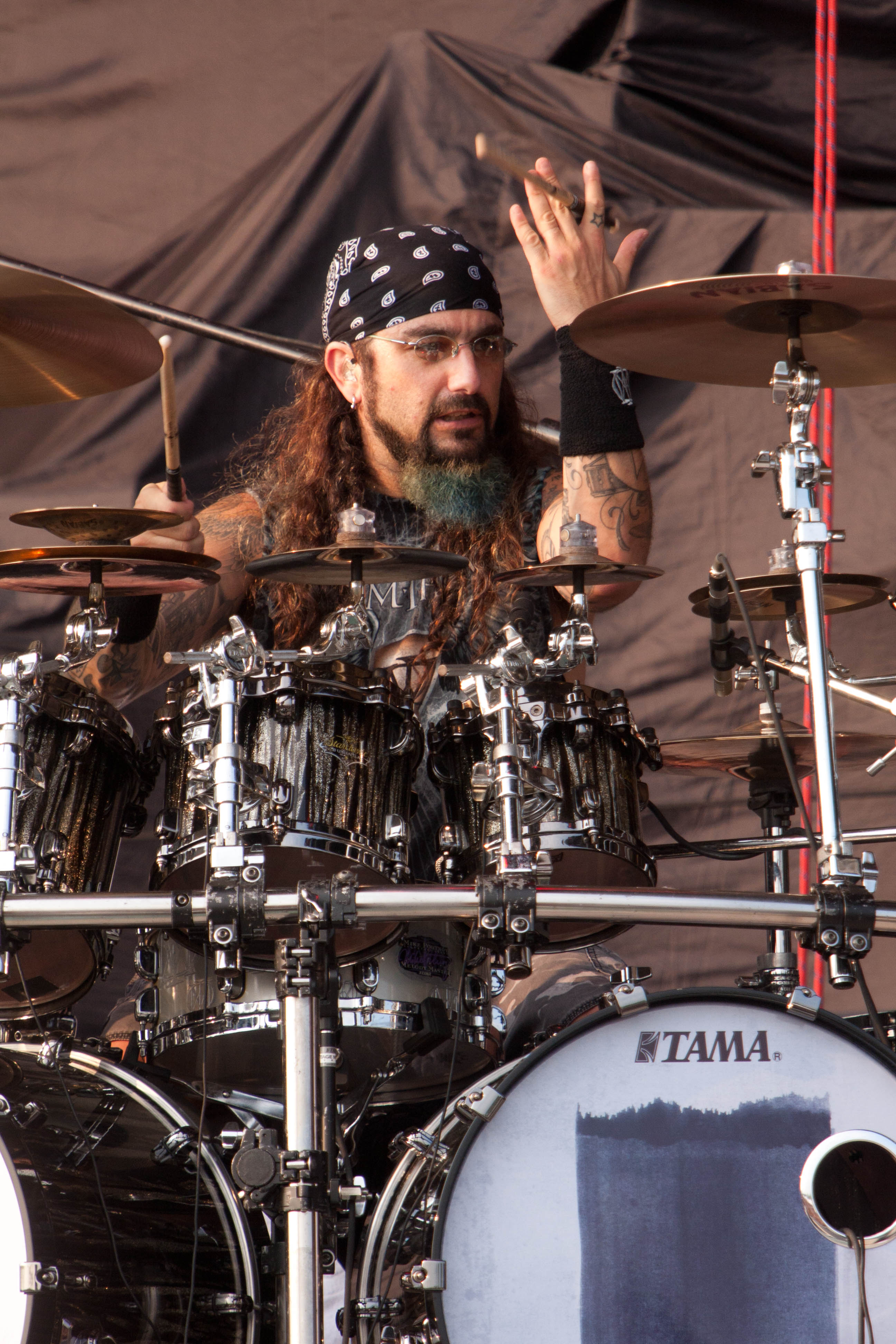
Mike Portnoy 2010. szeptember 8-án hagyta el a zenekart. A fotó 2010. július 6-án készült.

Portnoy kilépése megdöbbentette a metalrajongókat, hiszen nemcsak az együttes dobosa volt, hanem az egyik fő dalszerzője, a zenekar vezetője, producere is többek között. Több rajongó is kételkedik abban, hogy majd valaki is hűen tudja interpretálni Portnoy legendásan komplex és egyéni dobstílusát.
Távozása után az Avenged Sevenfold Nightmare című albumán dobolt, majd a lemez turnéján is részt vett.
2010 decemberében Mike Portnoy bejelentette, hogy ki akar békülni egykori társaival, és szívesen visszamenne zenekarába. A zenekar tagjai viszont ügyvédeiken keresztül visszautasították Portnoy javaslatát. Még ebben a hónapban kiderült, hogy a Dream Theater főzenekarként fog fellépni (a Judas Priest mellett) a nyáron megrendezésre kerülő londoni High Voltage Festivalon. Az év végén olyan hírek láttak napvilágot, hogy az egykori Paul Gilbert, Necrophagist, Kreator dobos Marco Minnemann lett Portnoy utódja. A híreket a zenekar azonban nem erősítette meg.

### Mike Mangini,A Dramatic Turn of Events(2011-2012)

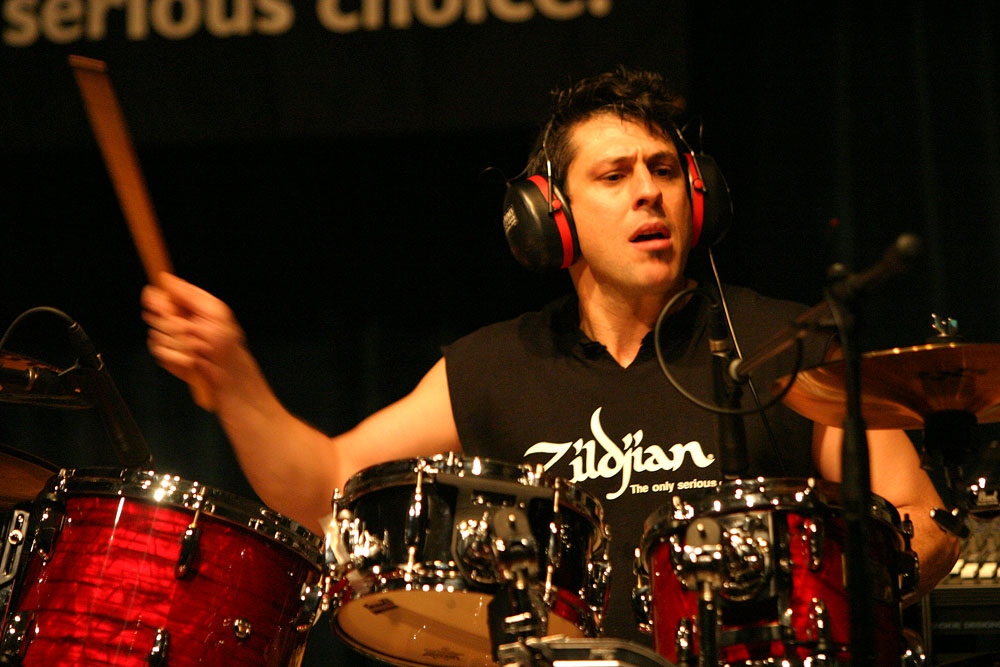
Mike Mangini dobos 2010-ben csatlakozott az együtteshez Mike Portnoy utódjaként

2011-ben Mike Portnoytól további projektekkel kapcsolatos hírek jelentek meg. Felmerült a Symphony X énekesével, Russell Allennel készítendő közös album gondolata, de egy új projekt is megalakulófélben van, melyben Neal Morse, Steve Morse, Dave LaRue és Casey McPherson Portnoy zenésztársai.
2011 februárjában bejelentették, hogy a Dream Theater a nyár folyamán fellép a németországi Night of the Prog fesztiválon, további római, veronai, loreley-i és londoni koncertek mellett. Az ezekben a hetekben napvilágot látott hírekben még nem jelentették be, hogy a koncerteken ki fog dobolni. 2011. március 3-án John Petrucci Facebook-oldalán közzétette, hogy már megírták az új album dalait, és hamarosan stúdióba vonulnak, hogy rögzítsék őket.
Portnoy távozását követően az együttes 2010 októberében kezdte meg a dobosjelöltek meghallgatását. 2011. január 3-án John Petrucci Twitteren tudatta a rajongókkal, hogy a zenekar stúdióba vonult egy még meg nem nevezett új dobossal. Két hónappal később a Facebook oldalán tette közzé a gitáros, hogy befejezték az új albumot, amely hamarosan megjelenik. A zenekar rajongótábora már türelmetlenül várta az új dobos bejelentését, ezért Petrucci 2011. március 17-én az alábbi nyilatkozatát tette közé: „Nagyra értékelem mindenki türelmét Portnoy utódjának bejelentésével kapcsolatban. Tudom, hogy már nagyon frusztráló, hogy meg kell várni a híreket, de mindenki biztos lehet benne, hogy a döntésünk senkinek nem fog csalódást okozni.”
2011. április 21-én egy előzetest hoztak nyilvánosságra a The Spirit Carries On című dokumentumfilmből (amit a Metropolis Pt. 2: Scenes From a Memory albumon szereplő azonos című dalról neveztek el), amelyben bemutatták a hét dobosjelöltet: Mike Mangini, Virgil Donati, Marco Minnemann, Peter Wildoer, Thomas Lang, Derek Roddy és Aquiles Priester. Április 29-én a The Spirit Carries On Youtube-on közzétett harmadik és egyben utolsó epizódjában bejelentették, hogy a zenekar új dobosa Mike Mangini lett, aki korábban olyan zenekarokban dobolt, mint az Annihilator, az Extreme, vagy Steve Vai zenekara, illetve James LaBrie szólócsapatának is tagja. Emellett azon a Berklee College of Music zenei főiskolán oktat, ahonnan a Dream Theater 1985-ben elindult.
2011. június 7-én John Petrucci Twitteren és Facebook oldalán is tudatta a rajongókkal, hogy a készülődő lemez címe A Dramatic Turn of Events (Az események drámai fordulata) lesz. Másnap az album számlistáját tették közzé az érdeklődök számára.
2011 nyarán Európa területén indultak turnéra, melynek keretében augusztus 4-én a székesfehérvári Fezen fesztiválon is felléptek. 2011. június 28-ra készültek el az album maszterelési és keverési munkálatai, így másnap az interneten közzétették az On the Backs of Angels című számot. A dalt később 2011 novemberében Grammy-díjra jelölték a Best Hard Rock/Metal Performance kategóriában.
2011 szeptemberében olyan hírek láttak napvilágot, hogy Mike Portnoy beperelte egykori zenésztársait, mivel szerinte a Dream Theater nevet jogtalanul használják, és törvénysértő módon zárták ki a zenekarból. Az értesülések szerint Portnoy a keresetet még április 27-én nyújtotta be a bíróságnak. A hír napvilágra kerülésének másnapján Portnoy cáfolta a pereskedésről szóló értesüléseket.
Nagy várakozás előzte meg az együttes tizenegyedik stúdióalbumát, amely 2011. szeptember 13-án A Dramatic Turn of Events címmel jelent meg a Roadrunner kiadó gondozásában. Az album producere egyedül John Petrucci volt, míg a keverést Andy Wallace hangmérnök végezte. Az anyag felvételei 2011 januárjától májusig tartottak a Long Islandben lévő Cove City Sound stúdióban. A Hugh Syme borítógrafikáját viselő album zeneileg az Images and Words korszakot is megidéző, az előző két albumnál dallamosabb, és kevésbé sötét/súlyos alkotás lett, tele lírai hangvétellel és instrumentális merengésekkel. LaBrie elmondása szerint hosszú idő óta először fordult az elő, hogy a lemezen mindenki önmagát adhatja. Ez hatványozottan igaz Jordan Rudessre, aki szólistaként és komponistaként is hangsúlyos szerepet kapott a lemezen. Az albumot, csakúgy mint a Train of Thought óta az összes lemezüket, néhány kritika önismétlőnek minősítette. A rajongók többsége pozitívan fogadta a lemezt, és a kritikák többsége is magas pontszámokkal jutalmazta. A Gazette az ötből négy pontot adott rá, és az egyik legjobb albumuknak nevezte. A Sea of Tranquility maximális ponttal jutalmazta, közel hibátlan mestermunkának nevezte, és véleménye szerint a 2011-es év egyik legjobb alkotása lett. A The AU Review oldalon szintén maximális pontszámot kapott, ahol a remekmű jelzővel illették a lemezt. Az AllMusic kritikusa Thom Jurek viszont csak három csillagot adott rá az ötből, és az albumot túl hosszúnak nevezte. Ezenkívül kifejtette, hogy a lemez távolról sem tökéletes, de van annyira jó, hogy a rajongók igényeit kielégítse.
Az A Dramatic Turn of Events kereskedelmi téren is sikereket könyvelhetett el. Az Amerikai Egyesült Államokban 36 000 példányban kelt el az első héten, ennek révén a Billboard 200 lista 8. helyére került. Az Egyesült Királyság lemezeladási listáján a 17. helyet érte el, míg Olaszországban a 3., Finnországban pedig az első lett. Ezenkívül még több országban is bekerült a top10 közé, többek között a MAHASZ albumlistájára is, ahol 6. helyezett lett. Az album kiadása után tovább folytatódott a 2011 nyarán kezdődött A Dramatic Turn of Events Tour elnevezésű turné, amely októberben és szeptemberben amerikai, kanadai és mexikói városokat érintett. A fellépések nyitóegyüttese a Trivium volt. 2012-ben Európában folytatódott a A Dramatic Turn of Events turnéja, melynek előzenekara a Periphery volt. A körút folyamán újra felléptek Magyarországon is, 2012. február 17-én a Papp László Budapest Sportarénában. 2012 áprilisától Ázsiában adtak koncerteket, ahol Andy McKee lépett fel előttük, majd Észak-Amerikában folytatódott a turné, ahol már a Crimson Projekct melegített a zenekar előtt. A körút utolsó koncertjeire Dél-Amerikában került sor, mely során augusztus 19-én és 20-án Buenos Airesben léptek fel. Ezeket az előadásokat rögzítette a zenekar az Over the Edge Productions számára, majd Live at Luna Park címmel publikálták őket hat hónappal később. A felvételek DVD, Blu-Ray és CD formátumokban jelentek meg az Eagle Rock Entertainment kiadónál, és pozitív kritikai visszhangban részesültek. Thom Jurek az AllMusic kritikusa 4 pontot adott rá az ötből, és egy dinamikus/ihletett koncertfelvételnek nevezte, amit minden rajongó számára kötelező birtokolni. Craig Hartranft a Dangerdog Music Reviews publicistája maximális ponttal jutalmazta, és kifejtette, hogy a zenészek teljesítménye "félelmetes", míg a négy darabos vonósnégyessel kiegészített akusztikus szett meghatóan lenyűgöző. 2012 decemberében újra aláírták a Roadrunner Records kiadóval való együttműködési szerződésüket.

### Dream Theater album,The Astonishing(2013-2018)
A A Dramatic Turn of Events tour közben már elkezdték gyűjteni az új ötleteiket, melyek nagyrészét fel is jegyzett a zenekar a készülő lemezhez. Főleg John Petrucci hozott kellő mennyiségű anyagot, amelyet önállóan írt. A turné lezárását követően a zenekar egy szünetet tartott, de hamarosan folytatták az írást és 2013 elején stúdióba vonultak. A felvételek januártól májusig tartottak a New York államban található Glen Cove városban. A Cove City Sound Studiosban elkészült anyag produceri munkálatait John Petrucci látta el, míg a borítót Hugh Syme készítette. Lemezelőzetesként a The Enemy Inside és az Along for the Ride dalokat adták ki kislemezen, majd később a The Looking Glass is megjelent önállóan. A "The Enemy Inside" című dalt később, 2014-ben Grammy-díjra jelölték a Best Metal Performance kategóriában. Az album végül a zenekar nevét viselve Dream Theater címmel jelent meg 2013. szeptember 23-án. Az album promóciós interjúiban John Petrucci és James LaBrie is úgy nyilatkozott, hogy azért kapta a lemez a zenekar nevét, mert a dalok teljes mértékben megegyeznek azzal, amit a zenekar képvisel. A kritikusok és a rajongók viszont egyöntetűen úgy vélekedtek, hogy az album a A Dramatic Turn of Events által megkezdett hard rockosabb utat viszi tovább. Az anyag az addigi legkönnyebben befogadható, legkevésbé komplex és nehéz lemeze lett a zenekarnak. A dalok felépítése "légiesebb" és "szellősebb" mint korábban (ezáltal a metal is némileg háttérbe szorult), illetve a hangszeres részek is visszafogottabbak. Ez alól csak az instrumentális Enigma Machine, és a záró 22 perces Illumination Theory képez kivételt. A rajongókat megosztotta az album, míg a kritikák többsége pozitív recenziókat hozott le róla. Az Allmusic írója Thom Jurek dicsérte a Richard Chycki által kevert dinamikus hangzást, illetve Mike Mangini játékát is, aki itt már a kreatív munkába is belefolyt. Hozzátette a 4 csillag mellé, hogy az album a zenekar egyik legjobbja, amely megfelel a rajongói elvárásoknak, ugyanakkor ki is terjeszti a progresszív metal határait. A legtöbb kritikus az "Illumination Theory" dalt dicsérte a leginkább, melyet a Revolver magazin lenyűgözően ambiciózusnak nevezett. A kritikusok kedvezően reagáltak a Dream Theater azon törekvésére, hogy tömör dalokat írjanak. A Loudwire 4 és fél pontot adott rá, és úgy fogalmazott, hogy olyan elegáns dallamokat írtak, amelyekkel azonnal elcsábíthatják az olyan hallgatókat is, akik nem feltétlenül tartoznak a rajongók közé. Ezáltal még tovább szélesíthetik hallgatóságuk táborát.  Az RTÉ.ie rugalmas és alázatos anyagnak írta le, amely az AORtól kezdve a balladákon és a klasszikus zenén át a thrash metalig sok zenei elemet vonultat fel. A Sputnikmusic is pozitív áttekintést közölt, bár hozzátette, hogy az album nagyrésze már "ismerősnek hat", de még így is jobb mint az utóbbi produkcióik. A Popmatters viszont 10/3-ra lehúzta a lemezt, és kifogásolta az együttes kreativitási képességeit: Míg korábban azt lehetett érezni, hogy a zenekar korlátjai végtelenek, most azt, hogy már nem kínálnak semmi újdonsággal.
A Dream Theater kereskedelmi téren is hozta az elvárható eladásokat. Amerikában 34 ezer példány fogyott belőle az első héten, így a 7. helyre került a Billboard 200 listán. Ezenkívül további 24 országban került be a Top 10 legjobb közé, beleértve Japán, Németország, Argentína, Hollandia, Finnország, Olaszország, Svájc, Kanada, Dánia, Norvégia, Ausztrália országokat is. 2013. december 25-én 06:00 órától ünnepi ajándékként egy ingyenes elektronikus 2 CD-s koncertfelvételt tettek elérhetővé, amelyet FLAC formátumban BitTorrenten keresztül lehetett beszerezni. A kiadás dátuma és időpontja az 1994-es, 6:00-es dalra utal. A koncert egy 2012. július 19-i felvételt tartalmazott, ahol a King Crimson 21st Century Schizoid Man dalát is előadták, de ezt a velük turnézó Crimson Projekctre való tekintettel, szerzői jogi megfontolásból nem rakták fel rá. 2014. január 15-től turnéra indultak, amely az Along for the Ride Tour néven futott és októberig eltartott érintve Észak és Dél-Amerikát, Ázsiát, Ausztráliát és Európát. 2014. július 8-án egy The Studio Albums 1992–2011 című 11 CD-s Box-set jelent meg, tartalmazva az együttes stúdióalbumait 1992-től 2011-ig. Szeptember 30-án a turnét dokumentálva, egy újabb koncertfelvételt adtak ki Breaking the Fourth Wall címmel. Az előadást 2014. március 25-én rögzítették a The Boston Opera Houseban, és DVD, Blu-Ray valamint 3CD verzióban is beszerezhető. A turné második szakaszától, Eren Başbuğ rendezésében a Berklee College of Music nagyzenekar és kórus együttese is fellépett a zenekarral közösen, mely a koncertanyagon is hallható/látható. A turné lebonyolításakor 20 éves évfordulóját ünnepelte az Awake, így a koncertek második felét ezen album szerzeményei tették ki. Beleértve a "Space-Dye Vest" című dalt is, amelyet korábban soha nem adtak elő élőben. Ezenkívül a Metropolis Pt. 2: Scenes from a Memory albumról is felcsendültek dalok az újak mellett, mivel ennek pedig kiadásának 15. évfordulója volt.

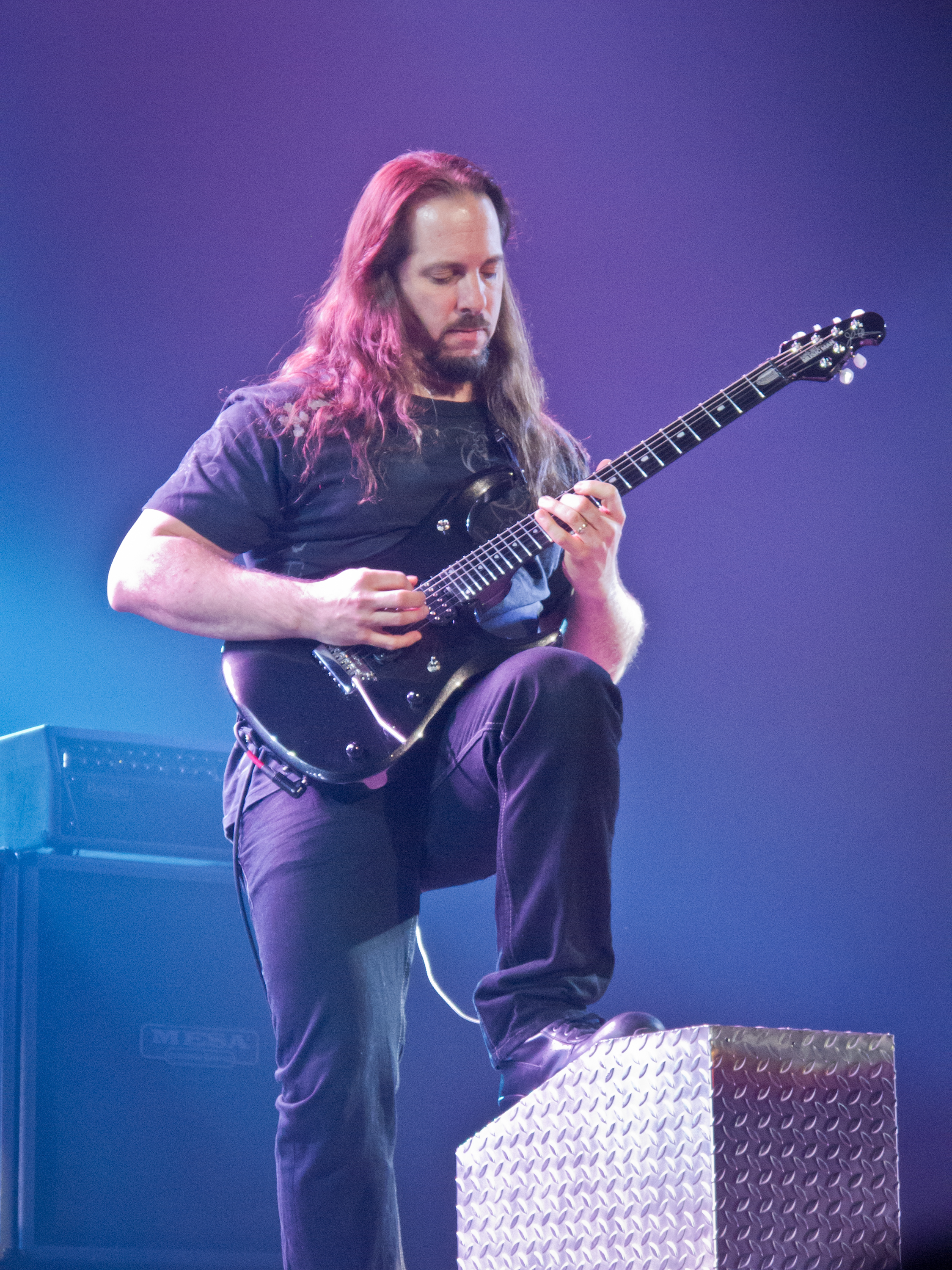
John Petrucci gitáros, az együttes fő dalszerzője, producere. A kép 2012-ben készült.

2014. január 16-án John Petrucci elárulta, hogy már a 13. albumhoz elkezdte gyártani az ötleteit. Az interjú során kifejtette, hogy pályafutása során mindig lehetősége van arra hogy minden alkalommal valami újat csinálhasson. El szokott gondolkodni, hogy mit tehetne másképp. Elmagyarázta, hogy minden albumnak van egy története, és folyamatosan új lehetősége van arra, hogy valóban elégedett legyen. 2015 januárjában stúdióban vonultak, ahol egészen júniusig dolgoztak, majd félbeszakították a munkát. Nyáron 30 éves fennállásuk alkalmából újra turnéra indultak, amely 30th Anniversary Tour néven 25 európai fellépést foglalt magába. Ennek végeztével befejezték a stúdiómunkákat, mely szeptemberben ért véget. A producer John Petrucci volt, a hangmérnök pedig továbbra is Richard Chycki maradt. A felvételek a korábbi Cove City Sound Studios (Glen Cove, New York) mellett, ezúttal Torontoban (Street of Dreams stúdió) illetve Prágában (CNSO stúdió) is folytak. Lemezelőzetesként a The Gift of Music és a Moment of Betrayal című dalokat mutatták be, majd 2016. január 29-én The Astonishing címmel az album is megjelent a Roadrunner kiadásában. Később még a Lzzy Hale vendégeskedésével készült Our New World is kijött külön. A The Astonishing egy 34 tételt felvonultató, 2 CD-s konceptalbum lett rock-opera illetve musical-szerűen kiegészülve szimfonikus zenekarral (Prágai Szimfonikus Zenekar) és kórussal. Az album története egy olyan fantasy/sci-fi köntösbe bújtatott jövőben (Amerikában) játszódik, amelyben a társadalom el van myomva a birodalom által. Egy karakterekkel kidolgozott fiktív lázadó szövetség, azonban nem hagyja magát és meg akarja semmisíteni "Amerika Nagy Északi Birodalmát", a zene mágikus erejét felhasználva. Petrucci azt nyilatkozta, hogy nem egy sima koncept-lemezben gondolkodtam, hanem valami olyasmiben, amihez teljes előadást lehet kapcsolni, hogy minden elem a helyére kerüljön, egy ilyet mindig a sztorinak kell vinnie magával. Vagyis kellett egy történetvonal, egy helyszín, karakterek, térképek, minden. Jordannel úgy írtuk meg az anyagot, hogy tényleg egyfajta progresszív metal filmzene legyen a sztorihoz. Aztán amikor elkészültünk, megmutattuk a végeredményt David Campbell karmesternek, aki nagyzenekari hangszerelésekkel is foglalkozik, őt is bevontuk a munkába. A szövegeket is dalról-dalra, karakterről-karakterre haladva raktam össze. Tényleg mindenre nagyon alaposan odafigyeltünk, legyen szó a borítóról, a térképről, a városokról, utakról. A monumentális album jelentős változásokat hozott zeneileg a korábbi munkáikhoz képest. A védjegyüknek számító virtuózitás és technikás hangszerkezelés háttérbe szorult, és elsősorban az ének és a dallamok lettek a központi szerepben. A kíséretben fontos szerepet kap a zongora, az akusztikus gitár, megfejelve a vonósok, a fúvósok és a kórus hangjaival. Stílusilag a progresszív rock mellett komolyzene, filmzene, dixieland, country, – nagyon primitív – jazz-rock részek, illetve elektronikus zajok is felvonulnak.
A "The Astonishing" a Dream Theater egyik legérdekesebb alkotása lett, ezáltal még soha sem volt a rajongók körében ennyire megosztó egy albumuk sem. Nagyrészt elmondható, hogy a többségnek csalódást okozott a lemez, főleg annak hosszúsága és sematikussága miatt. Sokan vélik úgy, hogy nélkülözi a drámaiságot és tele van pakolva egyforma ívású  ömlengős-epikus dalokkal, ezáltal nem tudja fenntartani az érdeklődést. A kritikusokat viszont sikerült meggyőzniük, mivel megjelenésekor csupa pozitív recenziókat írtak a sajtóban. Az AllMusic kritikusa Thom Jurek ötből négy pontot adott rá, és azt írta hogy a dallamok gyönyörűen ki vannak dolgozva, míg a zene és a történet egyaránt igényes. A lemez egy magával ragadó grandiózus rockopera, amit egyedül érdemes meghallgatni teljes egészében. A Rolling Stone 3 és felet adott rá, és véleménye szerint nem fog tetszeni minden rajongónak, viszont elismeri a zenekar törekvését és bátorságát. A Loudwire szintén támogatta a zenekar egyedülálló megközelítését, a Consequence of Sound pedig szintén pozítivat írt, bár a történetet "nagyon butának" nevezte.  Ezzel szemben a Record Collector a történetmesélést "zökkenőmentesnek" nyilvánította. Az RTÉ.ie "remek szórakozásként" írta le az anyagot, bár hozzátette, hogy az indítása előtt készüljünk fel, mert ehhez képest az Iron Maiden 92 perces dupla The Book of Souls albuma olyan mint egy Ramones felvétel. A legtöbb írás külön kiemelte James Labrie teljesítményét, mondván a  különböző karakterekkel széles utat jár be hangjával, és mindvégig első osztályú előadást nyújt.
Az album eladási szempontból is hozta a várt eredményeket. Amerikában és Angliában egyaránt a 11. helyre került, továbbá a legtöbb országban bekerült a Top10-be. A "The Astonishing" turnéja 2016 februárjától decemberéig tartott 94 fellépéssel, Európában illetve Észak és Dél-Amerikában. A kétfelvonásos koncerteken a teljes albumot előadták, majd egy szünetet követően a régi dalok kerültek sorra. Az anyag történetét vizuálisan is megjelenítették a zenekar mögötti háttérvásznon. A turné során felléptek a patinás Radio City Music Hallban (New York) is. Egy hónapnyi szünet után újabb turné vette kezdetét, amellyel viszont már Óceánia, és Ázsia is érintve lett Európa és Észak-Amerika mellett. Ez a koncertsorozat Images, Words & Beyond néven futott, amely során a teljes Images and Words albumot is előadták, annak 25 éves évfordulójának apropójából. Ezenkívül az A Change of Seasons is elhangzott teljes egészében a koncerteken, mivel ezt is akkoriban írta az együttes. A turné egészen 2017 decemberéig eltartott. Ez idő alatt már felmerült a következő anyag gondolata is. Labrie 2017 májusában a Rockbook egyik interjújában úgy nyilatkozott, hogy "Nagyon fontos számunkra, hogy az új album a legjobb erőfeszítésünk legyen, az akik ebben a pillanatban vagyunk. 2017 decemberében a Dream Theater bejelentette, hogy világszerte hosszú távú szerződést köt a Sonyval, miután a Roadrunnerrel nem kívánnak tovább együtt dolgozni. Az albumok terjesztése a Sony istállóhoz tartozó, progresszív stílusú zenékre szakosodott Inside Out kiadón keresztül valósul majd meg. Petrucci a Loudwire-vel készített interjúban feltárta, hogy az album nem érkezik meg 2019 előtt. A tizennegyedik album írási folyamata 2018. június 11-én kezdődött és 2018. július 10-én fejeződött be. Az anyagon együtt dolgozott a zenekar, és Petrucci, Labrie, Myung mellett első alkalommal Mangini is hozott dalszövegeket. A zenekar "Alternative Reality Game" online játék keretében "kincskeresést" indított, ahol a résztvevők különböző nyomokat kerestek az interneten.  A játék végső soron egy olyan webhelyre vezetett, amely az album távolságát az idő múlásával tárta fel. A webhely az album lemezborítóját is bemutatta, amely 2019 februárjában tervezett kiadást jelölt, valamint az észak-amerikai turné dátumait. 2018. november 6-án az Inside Out egyik sajtóközleménye megerősítette, hogy a Distance over Time névre keresztelt album 2019. február 22-én fog megjelenni.

### Distance over Time(2019-2020)
A John Petrucci produceri munkájával elkészült Distance over Time felvételei Monticelloban (New York állam) található faházban, a Yonderbarn Studios-ban zajlottak, kivéve az éneket, amely a Midhurst-i (Kanada) Mixland Studios-ban. A terjedelmes és sokszínű "The Astonishing" lemez után úgy döntött a zenekar, hogy egy "feszes és koncentrált" albumot készít, amely súlyosabb hangzással rendelkezik, mint az elődje. A teljes album írási folyamata 18 napot vett igénybe, így a "Distance Over Time" az addigi leggyorsabban megírt albuma lett a zenekarnak.  A zenészek a dalírási folyamat sebességét és stílusát a 2003-as Train of Thought albumukéhoz hasonlították. Az album alig 57 perc hosszúságú, a bónusz számot nem számítva, a Dream Theater első olyan stúdióalbuma, amelynek hossza egy óra alatt van az 1992-es Images and Words óta, és a legrövidebb a zenekar 1989-es debütáló albuma, a When Dream and Day Unite óta.  A "When Dream and Day Unite" és a 2016-os "The Astonishing" után ez a Dream Theater harmadik olyan stúdióalbuma, amelyen nincs tíz percnél hosszabb dal, és ezen van az első olyan daluk, amelynek szövegét Mike Mangini írta.
Zeneileg egy kompaktabb és lényegretörőbb, keményebb és metalosabb hangvételű anyag született, amely ugyanakkor nem nélkülözi az együttes védjegyének számító, komplex és bonyolult hangszeres témákat sem.
Amíg a rajongók vegyesen fogadták az albumot, addig a kritikusok többnyire jó véleményeket fogalmaztak meg írásaikban. A Metacritic-en 6 kritikából 82/100-as átlagpontszámot kapott, ami "általános elismerést" jelez. Thom Jurek az AllMusic-nak írva úgy méltatta az albumot, mint a Dream Theater identitásának megerősítését, és értékelte a frissesség és az energia mértékét. Az 5-ből 4 pontosra értékelt anyagon úgy jellemezte a zenekart, amely kollektív éhséget, kreativitást és zenei (újra)felfedezést mutat, ezáltal eltörli a rajongók közötti szakadékot, és egy egész sereg új rajongót szerez a zenekarnak. A Consequence of Sound szintén pozitívan értékelte a "Distance over Time"-ot, megállapítva, hogy „Egy egyórás albumot áramvonalasnak nevezni furcsának tűnhet, de a Distance over Time pontosan ilyen a Dream Theater legutóbbi kiadványához, a 2016-os 34 dalos, két óra tíz perces The Astonishing című opuszhoz képest. Bár a hosszúság ezúttal kétségtelenül rövidebb, a Dream Theater kiterjedt hangszerelése és komplex dalszerzése nem csökkent a 14. stúdióalbumon.”
A Kerrang! magazin szerint „ ez a Dream Theater legkönnyebben emészthető albuma, annak ellenére hogy semmit sem áldoztak fel a védjegyszerű zeneiségükből.” A Classic Rock magazin 10-ből 8 pontot adott rá, és azt írta hogy az Awake megjelenése óta talán a legjobb albumukat adták ki. A RockNLoad oldalon megjelent recenzió maximális pontot adott rá, és így zárta az összefoglalóját: „Mit lehet mondani a Dream Theaterről, amit még nem mondtak el; egyszerűen nincs elég szuperlatívusz. A Distance Over Time egyszerűen lenyűgöző album, hibátlan kivitelezésű, végig rendkívül magával ragadó, és olyan hallható és hangzásbeli minőségekben gazdag, hogy csak nyomod az ismétlés, ismétlés, ismétlés gombot.” A Loudwire a 2019-es év 50 legjobb metal albuma közé választotta.
A "Distance over Time" amerikai eladásai visszaesést jelentettek a korábbi sikerekhez képest, miután a Billboard 200-on a 24. helyig jutott. Angliában viszont a 12. lett, és számos más európai országban is bekerült a Top10-be (hazánkban az 5. helyre). A lemez megjelenését hosszas turné követte, amely során az új dalok mellett, a 20. évforduló alkalmából teljes egészében előadták a Metropolis Pt. 2: Scenes from a Memory albumot, de a 25 éves Awake lemez egyes dalai is felidézésre kerültek. 2020 áprilisában a Metal Addicts arról számolt be, hogy a Dream Theater várhatóan 2021-ben kezdi meg a tizenötödik stúdióalbumának munkálatait. 2020 augusztusában John Petrucci gitáros az Ultimate Guitarnak adott interjújában az album irányáról így nyilatkozott: „A nyolchúros projekt az Ernie Ball Music Man-nel egy olyan dolog, amin dolgozunk, és reméljük, hogy az év során fejlődni fogunk. Remélem, hogy a következő Dream Theater lemezen ezt is felfedezhetem majd.” Ezt később, 2021 februárjában az Ultimate Guitarnak adott interjúban is megerősítette. 2020 augusztusában Petrucci a spanyol Metal Hammernek is azt mondta, hogy a zenekar ősszel elkezd dolgozni az új albumon.
2020 októberében a DTHQ-ban (a zenekar saját stúdiójában) megkezdődtek a felvételek. 2020. november 27-én megerősítették, hogy a zenekar írja a dalokat, míg LaBrie otthon, Kanadában írja a saját részeit. A felvételek 2020 októberében kezdődtek. Egy interjúban Petrucci elmondta, hogy a dalszerzői munkálatok "remekül indultak". Petrucci 2020. augusztus 28-án adta ki tizenöt év után első szólóalbumát Terminal Velocity címmel. Az albumot a DTHQ-ban vették fel még az év elején. A felvételek során tíz év után először dolgozott együtt Petrucci korábbi Dream Theater-beli társával, Mike Portnoy-jal, aki az album összes számában dobolt. Ez az együttműködés vezetett a Dream Theater újraegyesüléséről szóló spekulációkhoz Portnoyjal, amit Petrucci tagadott, és a Metal Hammernek erről így nyilatkozott: "Megértem, honnan jönnek az emberek ezzel kapcsolatban. Az egyik aggodalmam egy kicsit – zeneileg egyáltalán nem – Mike-kal kapcsolatban az volt, hogy nem akartam, hogy az emberek félreértsék". 2020. november 27-én a Dream Theater kiadta kilencedik élő albumát Distant Memories – Live in London címmel, amelyet a Hammersmith Apollóban, Londonban rögzítettek a COVID-19 járvány előtt. A koncertfelvétel 3 CD-n és DVD-n/Blu-ray-en egyaránt megjelent.
2020. december 1-jén a zenekar kiadta a "The Holiday Spirit Carries On" című kislemezt, egy progresszív metal stílusban előadott ünnepi dalok medley-jét, kizárólag a Bandcampen keresztül. A cím a rajongók által kedvelt "The Spirit Carries On" című dalra utal a Scenes from a Memory albumról. A kislemez eladásából származó bevétel a zenekar útravalójának javát szolgálta.

### A View from the Top of the World(2021-napjainkig)
2021. január 30-án a zenekar egy különleges streaming eseményt tartott Images, Words & Beyond Live in Japan címmel, amely a zenekar 2017-es turnéjának egy koncertjének online közvetítése volt, amelyet eredetileg a japán televízió számára rögzítettek. 2021. május 5-én a Dream Theater bejelentette a Lost Not Forgotten Archives című albumsorozatot, amelynek első kiadványa az Images, Words & Beyond Live in Japan koncert második szettje. A zenekar hozzátette, hogy a Lost Not Forgotten Archives végül minden YtseJam Records kiadványt tartalmazni fog CD-n, bakeliten és digitális formátumban, valamint korábban kiadatlan archív anyagokat. Mindeközben Petrucci és Jordan Rudess elkészített Mike Portnoy dobossal egy Liquid Tension Experiment albumot (Liquid Tension Experiment 3), amely révén tovább erősödtek a dobos visszatéréséről szóló pletykák. 2021. július 26-án bejelentette a zenekar, hogy a következő albumon hét dal lesz, majd két nappal később a lemez címét is nyilvánosságra hozták.
2021. október 22-én az Inside Out kiadta a zenekar 15. albumát, amely a A View from the Top of the World címet kapta. A lemez producere ismét John Petrucci volt, a felvételek pedig 2020 októbere és 2021 márciusa között teltek a saját Long Island-i DTHQ stúdiójukban. Az öt tag közül négyen a stúdióban írták együtt a dalokat, míg a frontember James LaBrie inkább videokonferenciákon keresztül, távolról, Kanadából működött közre, hogy ne kockáztassa a hangja esetleges kompromittálódását. A munkafolyamatok végén LaBrie elrepült Kanadából, hogy New Yorkban találkozzon a zenekarral, és felvegyék az énektémáit. Az album keverését Andy Sneap végezte, aki Petrucci második szólóalbumán a 2020-as Terminal Velocity anyagán is dolgozott. A hangmérnök pedig továbbra is James "Jimmy T" Meslin volt. A "A View from the Top of the World" hét dalából öt kislemezen is megjelent ("The Alien", "Invisible Monster", "Awaken the Master", "Transcending Time" és "Answering the Call") amelyekhez videoklip is készült.

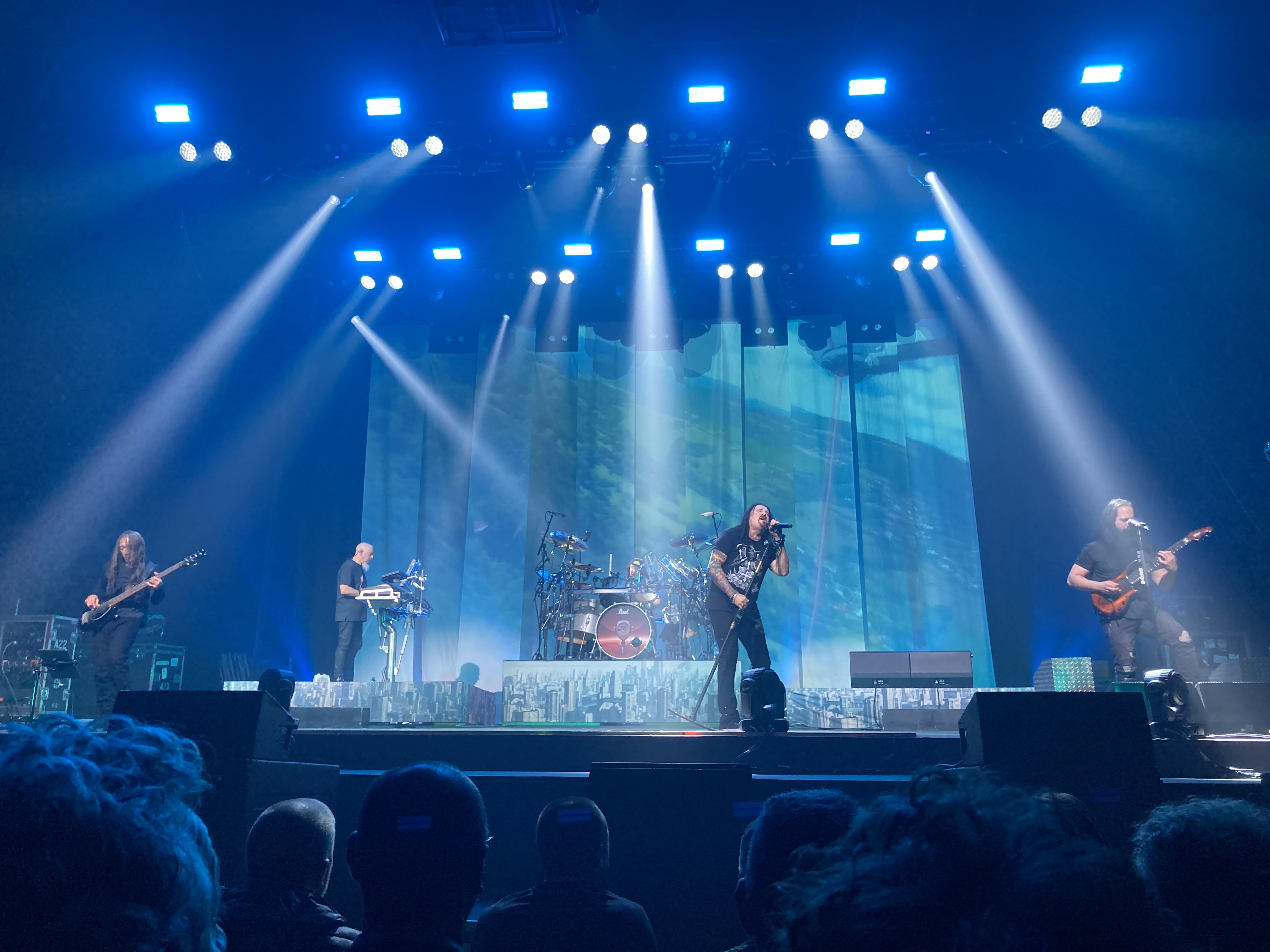
Koncert az olaszországi Brescia-ban 2023-ban

A Kjeragbolten norvég sziklát ábrázoló albumon ezúttal a hosszabb, progresszív eposzok dominálnak, de a komplex hangszeres virtuózitás mellett a fogós dallamoknak is jelentős szerep jut, valamint a tört ritmusok is nagyobb hangsúlyt kapnak a korábbiaknál. A hétből három dal is 10 perc közeli, míg a címadó záródal több mint 20 perces. Az album többnyire kedvező kritikai fogadtatásban részesült. Thom Jurek az AllMusic kritikusa 4 pontot adott rá az ötből. és úgy jellemezte az anyagot „hogy a 21. századi progresszivitás és a riffekkel teli dallamos heavy metal között egyensúlyoz.”  A Blabbermouth.net 10-ből 8 pontot adott rá, míg a német Metal Hammer 7-ből 5 és felet. Ez utóbbi magazin munkatársa Frank Thießies azt írta az albumról hogy „számos kifizetődő pillanatot és perspektívát kínál.” Kiemelte a címadó dalt, miszerint a filmes eposzok, a dinamikus szimfonikus zenék és a heroikus szólók rajongói a félelmetes húszperces címadó szám fináléjában örömüket lelhetik. A RockNLoad 10-ből 9 pontosra értékelte, és hosszú idő óta az egyik legjobb Dream Theater albumnak nevezte. A Classic Rock viszont csak 2 és fél pontosra értékelte az ötből, és David Stubbs véleménye szerint, „zenei fegyvertárukból kevesebbet kellene használniuk, és egy minimalistább, kevésbé díszes megközelítés előnyükre válna.” Az "A View from the Top of the World" több évvégi összesítő listára is felkerült. A Guitar World 2021 20 legjobb gitáralbumának listáján például az 5. helyre került, vagy a Prog magazin 2021 Legjobb 20 albuma listán a 11. lett.
Kereskedelmileg sikert könyvelhetett el az album, miután számos ország listájára felkerült, bár a korábbiakhoz képest jelentős visszaesést produkált. Angliában 21., míg az amerikai Billboard 200-on is csak az 52. lett.
2021. szeptember 27-én bejelentette a zenekar hogy az album megjelenésével egy időben tervezett, október végétől december közepéig tartó észak-amerikai turnét a COVID világjárvánnyal kapcsolatos biztonsági aggályok miatt 2022 elejére halasztják. Az átütemezett turné 2022. február 2-án kezdődött az arizonai Mesa-ban, majd 2022. április 20-tól június 1-ig európai koncertkörúttal népszerűsítették a lemezt. 2022. április 3-án a "The Alien" elnyerte a legjobb metal előadásért járó Grammy-díjat, ezzel a Dream Theater megkapta első Grammy-díját. 2022 áprilisában Jordan Rudess billentyűs a VW Music számára adott interjút, amely során így nyilatkozott az együttes jövőjéről: „Miután visszatérünk az európai turné utolsó koncertjéről, egy kis szünetet tartunk. És miután befejezem a szóló koncertjeimet, a Dream Theater folytatja a turnézást néhány koncerttel Japánban, Dél-Amerikában, és még többel, amit majd menet közben jelentünk be. Amikor ez leülepszik, újra stúdióba vonulunk, és elkészítünk egy új albumot, ami fantasztikus lesz. Szóval, igen, ilyen dolgok vannak a láthatáron.” 2022 októberében Petrucci kijelentette, hogy a Dream Theater 2023 végén kezdi meg a tizenhatodik stúdióalbumának felvételeit. Két hónappal később LaBrie azt mondta, hogy "nem látja, hogy a zenekar '24 elejéig stúdióba vonulna", hozzátéve: „Nem hiszem, hogy lenne értelme, hogy addig bent legyünk. De ezt ne idézd tőlem. Néhány dolog mindig változik.”
2023. június 16-án kezdetét vette a "Dreamsonic Tour", egy utazó progresszív metal fesztivál, amelyen Devin Townsend és az Animals as Leaders is fellépett a Dream Theater előtt. Az amerikai koncertekből álló fellépéssorozat 2023. július 26-án ért véget. Augusztusban John Petrucci megemlítette, hogy a tizenhatodik albumuk stúdiómunkálatai 2023 végén megkezdődnek. 2023. október 25-én a Dream Theater bejelentette Mike Mangini dobos távozását, mivel elődjével és alapító tagjával, Mike Portnoy-jal újra összeálltak. Hozzátették, hogy tizenöt év után először vesznek fel stúdióalbumot Portnoyjal. 2023. november 17-én tudatták a rajongókkal, hogy az együttes korábbi énekese Charlie Dominici 72 éves korában meghalt.
2024 februárjában Portnoy képeket posztolt a stúdióból az Instagram fiókján, megerősítve, hogy az új Dream Theater album "hivatalosan is folyamatban van".

## Zene, stílus
A Dream Theater zenéje a progresszív oldalról a Yes és a Rush, a keményebb részről pedig a Queensrÿche és a Metallica nyomdokain haladva egy komplex, változó, gyakori ütem- és tempóváltásokkal megtűzdelt, ugyanakkor erőteljes és technikás metalzene. Mike Portnoy dobos a Modern Drummer magazintól eddig 23 díjat nyert, és 1995 óta minden alkalommal megválasztották az év legjobb progresszív rock dobosának. 37 éves korában bekerült a Modern Drummer Hall of Fame-be, ezzel Neil Peart után ő lett a második legfiatalabb, akit valaha ebben a kitüntetésben részesítettek. John Petrucci hat alkalommal szerepelt a G3-projekt harmadik gitárosaként, Steve Vai és Joe Satriani mellett (többször, mint Eric Johnson, Robert Fripp vagy Yngwie J. Malmsteen). A Joel McIver által írt, The 100 Greatest Metal Guitarists című könyvben a 2. helyezett volt, továbbá bekerült a GuitarOne magazin minden idők 10 legjobb shreddere közé. John Myung basszusgitáros a musicradar.com oldalán meghirdetett, minden idők legjobb basszusgitárosa szavazáson az első helyre került.
A zenekar stílusát progresszív metalként szokás definiálni, zenéjükben azonban számos egyéb stílus is felfedezhető: progresszív rock, jazz, thrash metal, komolyzene, art rock. A fenti stílusokat sikerül úgy ötvözniük, hogy egy csak rájuk jellemző egységes zenei stílus szülessen belőle.
Az együttes kompozíciói többnyire hosszú lélegzetvételűek, nem ritka a 20 percet is meghaladó szerzemény. Dalaikat gyakran tételekre osztják, hasonlóan a klasszikus zenekölteményekhez, amelyek befogadása figyelmesebb hallgatást igényel. Szerzeményeik között ugyanúgy megtalálhatók az energikus metaldalok, mint a lírai hangvételű balladák, vagy a kifejtős, hosszabb, monumentális témák. Legtöbbször ezek egyszerre jelennek meg, akár egy dalon belül. A zenészek nagy hangsúlyt fektetnek a virtuóz hangszeres betétekre, a hosszabb szólókra, improvizációkra, minden tag szólisztikus módon használja hangszerét. Játékuk komplex mivolta ellenére nem megy át öncélú virtuozitásba, szerzeményeik mindvégig megjegyezhető dalok maradnak. Hangzásviláguk egyik legfőbb ismertetőjele James LaBrie hangja, aki a zenének megfelelően komplikált, magas hangfekvésű énektémákkal operál. Zenéjük három legfőbb jellemzője a keménység, a dallamosság és a progresszivitás.
Első, 1989-ben megjelent When Dream and Day Unite című albumukon még erősen érződött olyan példaképek hatása, mint a Queensrÿche, a Fates Warning, vagy Yngwie J. Malmsteen. A hasonlóságot erősítette Chris Collins illetve Charlie Dominici hangja, akik a Bruce Dickinson és Geoff Tate által lefektetett hagyományokból merítettek. Ugyanakkor már későbbi jellegzetességeik is hallhatóak voltak, így a lemez feltűnést keltett, elsősorban Európában. Az 1992-es Images and Words albumra viszont már elhagyták az alapvetően a heavy metalból táplálkozó misztikus hangulatot, melyet egy súlyosabb és modernebb hangzású, komplexebb stílus váltott fel. Az anyagon egyensúlyba kerültek a Pantera–Metallica keménységű riffek, a dallamosabb, technikás, progresszív rock elődökre emlékeztető témákkal. A korábban nem hallott, újszerű stílus neve így adta magát: progresszív metal.
Már az album megjelenése előtt is voltak progresszív hatású, komplex dalokat író metalegyüttesek (Fates Warning, Queensryche, Voivod, Watchtower stb.), de az Images and Words kétségkívül új fejezetet nyitott a progresszív zenék történetében. Több szakértő is ettől számítja a valódi progresszív metal megszületését. Az ezt követő Awake albumuk egy még súlyosabb, komor hangvételű alkotás lett, amelyen tovább bővítették stílusuk korlátait. Azt ezt követő albumok szintén sok új hatást, szokatlan megoldásokat hoztak magukkal, két egymásra hasonlító lemezt sohasem adtak ki.
Dalszövegeik számos témából merítenek. Több dalszöveg próféciákon, középkori, vagy sci-fi történeteken alapul. Ezenkívül a modern életérzések éppúgy megjelennek a dalokban, mint az évezred utolsó évtizedeiben eluralkodó elidegenedés, vagy a lelki problémák, betegségek (paranoia, szkizofrénia, depresszió, alkoholizmus).

## Sikerek, népszerűség
A Dream Theater kétségkívül az utóbbi évtized egyik legismertebb metalzenekara, a progresszív metal egyik legsikeresebb és legnagyobb hatású képviselője. Bár a Queensrÿche több lemezt adott el náluk, ők azonban színtiszta progresszív metalt sosem játszottak, mainstream áttörésük idején (Empire album – 1990) pedig már végképp egy slágeresebb, hard rockos irány felé fordultak. A Dream Theater első albuma, a When Dream and Day Unite, a kiadói promóció és a koncertek hiányában gyakorlatilag megbukott. Az 1992-es Images and Words album és a róla kimásolt kislemezek révén viszont már bekerültek a köztudatba. A Pull Me Under klipjét akkoriban gyakran leadta az MTV zenecsatorna (ezenkívül egyáltalán nem szerepelnek a rádiókban vagy a tévében), s ennek révén az album több százezer példányban kelt el. Az Images and Words eladásait a mai napig nem tudták felülmúlni, amely az USA-ban aranylemez minősítést szerzett. Az album sikere meglepő volt, hiszen akkoriban a grunge és alternatív rock hullám miatt az emberek zöme hallani sem akart képzett muzsikusokról, vagy 8–10 perces dalokról.
Az együttesnek sikerült a progresszív metal műfajt népszerűvé tenniük, eljuttatni a szélesebb tömegekhez. Az Awake szintén sikeres lett, majd az 1997-es Falling into Infinity már nem tudta megismételni a korábbi eladásokat. Ezt követően 1999-ben adtak ki újabb lemezt, a Metropolis Pt. 2: Scenes from a Memoryt, melyet a rajongók és a kritikusok is lelkesen fogadtak, így kereskedelmileg is sikert aratott, a 2000-es évekre pedig a legismertebb metalegyüttesek közé emelkedtek. Népszerűségüket a Six Degrees of Inner Turbulence albummal is sikerült megőrizniük, a Train of Thought metalos megközelítése révén pedig számos új rajongót szereztek. Azóta az albumaik egyre előkelőbb helyeken szerepelnek a toplistákon, koncertjeik alkalmával pedig arénákban, több ezer férőhelyes sportcsarnokokban lépnek fel.
Az együttes dalait a zenecsatornák és a rádiók sohasem sugározták (a Pull Me Under kivételével), így sikereiket, hírnevüket csakis egységesen magas színvonalú albumaiknak és a folyamatos turnézásnak köszönhetik.

## Hatásuk
A Dream Theater az 1990-es évek egyik legnagyobb hatású zenekara.
1992-es köztudatba kerülésük révén, újszerű progresszív metaljuk új iskolát teremtett, új hullámot indított el. Az Images and Words kiadása után százával bukkantak fel a hosszabb dalokkal, virtuóz hangszeresekkel rendelkező metalzenekarok. A progresszív metal az 1990-es évek közepére-végére az egyik legfelkapottabb metalstílus lett. A Dream Theater sikerei utat nyitottak olyan későbbi progresszív zenekarok számára is, mint a Tool, az Opeth, a Mastodon, a Porcupine Tree, a The Mars Volta stb. A zenekar tagjai szintén nagy hatást gyakorolnak a fiatal zenészgenerációra. Jordan Rudess, Mike Portnoy és John Myung számtalan zenésznek nyújt inspirációs forrást, John Petruccit pedig az utóbbi két évtized legnagyobb hatású gitárosai között tartják számon. Portnoy, Rudess, Myung és Petrucci már több oktatóanyagot is megjelentetett.

## Élő előadások

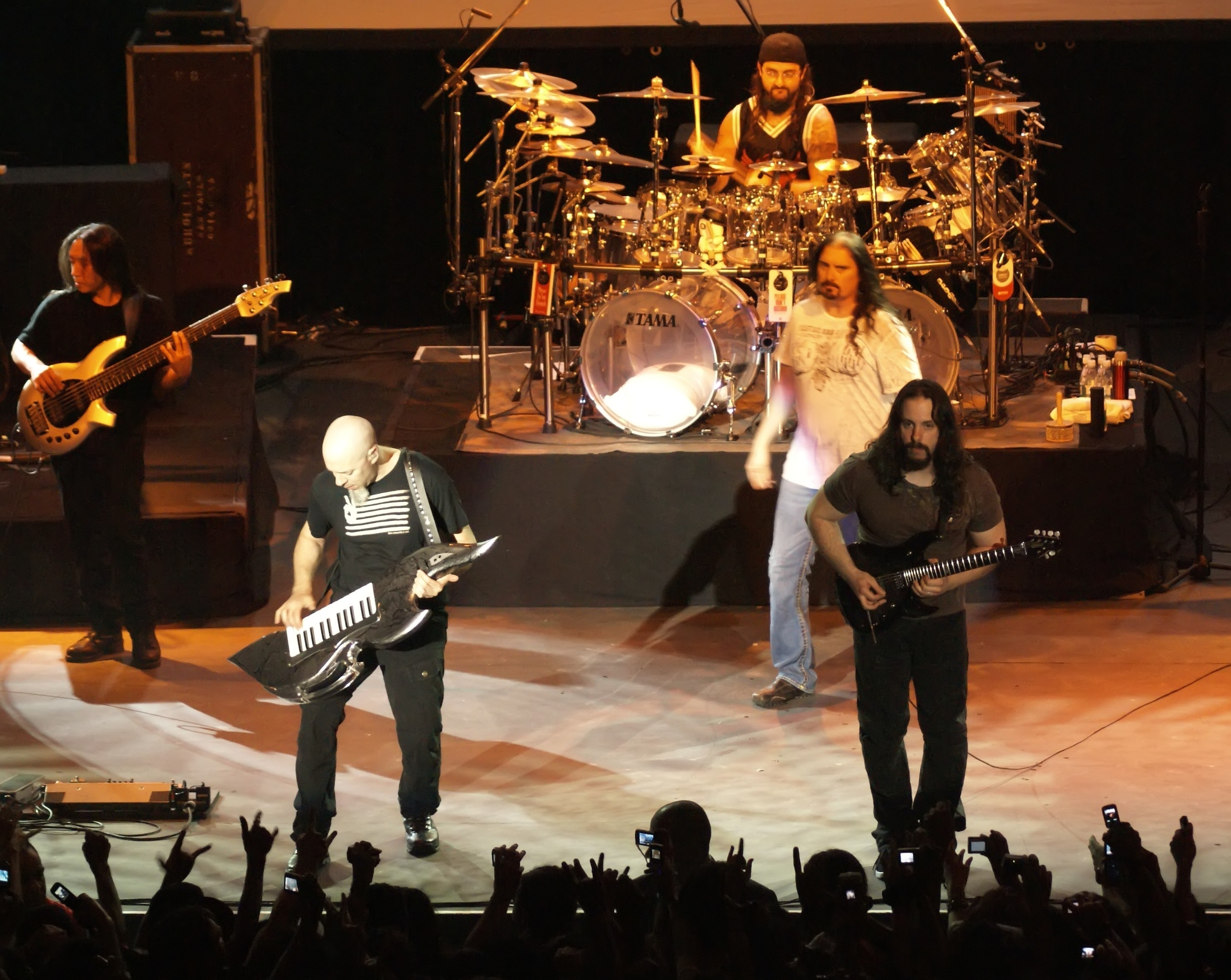
Dream Theater koncert Rio de Janeiróban, 2008-ban. Balról jobbra: John Myung, Jordan Rudess, Mike Portnoy, James LaBrie és John Petrucci.

Az együttes pályafutása során a koncertek fokozatosan váltak egyre hosszabbá és sokszínűbbé. Egy Dream Theater-koncert átlaghossza körülbelül 180 perc. A dalok listáját mindig Mike Portnoy állította össze, aki aprólékosan ügyelt arra, hogy rendszeresen nyújtsanak valami újat is a rajongóknak. Portnoy összeállításainak következtében egy városban sohasem adtak két azonos dalokból álló koncertet. A turnék következtében is gyakran változik a dalok listája, hogy azok az emberek, akik több városban vagy országban megnézik őket egy turné alkalmával, ne ugyanazt a műsort kapják. Hogy ez a folyamat gördülékenyen megvalósulhasson, minden lemezükről és nagyjából minden dalukból szoktak válogatni. A koncertek világítási rendszerét előre megtervezik a dallista alapján. Az előadásokon gyakran alkalmaznak videovetítést a háttérvásznakon. A koncerteken rendszeresek az improvizációk, a hangszeres szólóbetétek, az albumverziótól eltérő előadásmód. Dalaikba gyakran beleszőnek más dalokból, vagy más előadóktól származó részleteket. Így többek között felcsendültek már részletek a Lynyrd Skynyrd Free Bird című dalából, a Liquid Tension Experiment projekt dalaiból, vagy Rimszkij-Korszakov Dongó című kompozíciójából. A 2007-es Gigantour turné Buenos Aires-i koncertjén John Petrucci részleteket játszott a Don't Cry for Me Argentina című számból, amely az Evita című musicalben szerepel. Ugyanezen turné bangkoki koncertjén a Rush A Passage to Bangkok című dalának kezdőriffjét adta elő. A 20th Anniversary World Tour turnén Jordan Rudess az Endless Sacrifice közben a Twinkle, Twinkle, Little Starból idézett egy részletet.
Az előadások kiszámíthatatlanságát jól tükrözték a még Derek Sheriniannal adott koncertek, ahol ráadásként olyan dalok is felcsendültek, mint Ozzy Osbourne Suicide Solutionje, vagy a Deep Purple Perfect Strangersje. Az A Change of Seasonsben pedig az Enter Sandman (Metallica) főriffjét is megidézték.
Az együttes legnagyobb nézőszámú koncertjét 2005. december 6-án adta Chilében, ahol több mint húszezren voltak. A koncert felvétele megjelent DVD-n, az YtseJam Records kiadásában. Az együttes pályafutása során számos ismert együttessel fellépett már, többek között a Porcupine Tree, a Symphony X, a Between the Buried and Me, a Deep Purple, az Emerson, Lake & Palmer, az Iron Maiden, a Dixie Dregs, Joe Satriani, a King's X, a Marillion, a Megadeth, az In Flames, a Pain of Salvation, az Opeth, a Queensrÿche, a Riverside, a Spock’s Beard, a Fear Factory, az Enchant, a 3, és a Yes zenekarokkal. A Megadeth, a Queensryche és az Iron Maiden tagjaival közösen is felléptek színpadon.
2008-ban és 2009-ben Progressive Nation elnevezéssel szerveztek turnékat, melyek célja Mike Portnoy elmondása szerint a progresszív zene népszerűsítése volt. Portnoy olyan előzenekarokat választott ki, amelyeket kedvelnek a Dream Theater tagjai, és amelyekről úgy gondolja, hogy nagyobb figyelmet érdemelnének. A turnékon az Opeth, a Between the Buried and Me, a 3, a Beardfish, a Pain of Salvation, a Zappa Plays Zappa, a Scale the Summit, a Bigelf és az Unexpect zenekarok léptek fel.

## Bootleg kiadványok
Az együttes szinte minden koncertjét rögzíti, s a felvételekből több is beszerezhető Mike Portnoy YtseJam Records kiadóján keresztül. A kiadó kínálatában helyet kapnak demógyűjtemények és a különleges műsorok felvételei is, de a komplett klasszikus albumokat feldolgozó koncertek is. Ez utóbbi a The Dark Side of the Moon, a Made in Japan, a Master of Puppets és a The Number of the Beast albumokat foglalja magába. A koncertek közül „keverőpultos” hangzású és lemezminőségű anyagok egyaránt fellelhetők. Egyes bootleg kiadványok minősége már a hivatalos koncertkiadványok szintjét is eléri. Ilyen például a Six Degrees of Inner Turbulence album turnéján rögzített Rotterdamned kiadvány is, amit a közönség soraiból vettek fel.

## Feldolgozások
Az együttes számos példaképétől adott már elő feldolgozásokat koncerteken és lemezeken egyaránt. Az Iron Maiden, a Metallica, a Deep Purple és a Pink Floyd zenekaroktól teljes albumokat is előadtak már. A Dave Mustaine által szervezett 2005-ös Gigantour turnén Dimebag Darrell emlékére előadták a Cemetary Gates című Pantera dalt. Az előadásban Burton C. Bell (Fear Factory), Russell Allen (Symphony X) és Dave Mustaine (Megadeth) is részt vett.
2003-ban, amerikai turnéjuk alkalmával, a Queensryche zenekarral együtt előadták a Pink Floyd Comfortably Numb című dalát.
2006 márciusában egy torontói koncerten a Jacob's Ladder című Rush-dalt adták elő. Az A Change of Seasons EP-n komplett dalokat dolgoztak át a következő előadóktól: Elton John, Deep Purple, Led Zeppelin, Queen, Pink Floyd, Genesis, Journey, Kansas, Dixie Dregs.
2008-ban a Kerrang! Maiden Heaven című Iron Maiden tribute albumához rögzítették a To Tame a Land című dalt. Ez a dal később helyet kapott a Black Clouds & Silver Linings album feldolgozásokat tartalmazó bónusz CD-jén. E kiadványon még Rainbow-, Zebra-, Queen-, King Crimson- és Dixie Dregs-dalok is helyet kaptak.
Egy 2009. június 16-i Tel-Aviv-beli koncerten a Metropolis Pt. 1: The Miracle and the Sleeper dal közben előadták a Hava nagila című héber dalt.
2009. augusztus 14-én Torontóban előadták a Rush Camera Eyes című dalát, amely eredetileg a kanadai trió Moving Pictures albumán jelent meg.

## Közös projektek
Liquid Tension Experiment
1997-ben Mike Portnoy hozta létre a Liquid Tension Experiment instrumentális progresszív rock együttest Tony Levin (King Crimson) basszusgitárossal, John Petrucci gitárossal és az akkor még nem a Dream Theaterben játszó Jordan Rudess billentyűssel. Ennek a felállásnak két albuma jelent meg 1999-ig.
Nightmare Cinema
A Dream Theater 1997-1999-es felállásának alkalmi projektje, ahol a zenekar tagjai kitalált művészneveken, és James LaBrie énekest leszámítva nem az eredeti hangszereiken játszottak. James LaBrie (alias "Abdul Matahari") ének, Derek Sherinian (alias "Nicky Lemons") gitár, John Petrucci (alias "Johnny James") dobok, John Myung (alias "Juice Malouse") billentyűsök, Mike Portnoy (alias "Max Del Fuvio") basszusgitár. Rendszerint a Dream Theater koncertek ráadás blokkjában kelt életre a csapat egyetlen dal, a Deep Purple "Perfect Strangers" számának előadására. Az alkalmi társulás Derek Sherinian kilépésével felbomlott. A Nightmare Cinema ("Rémálom Filmszínház") név egyfajta szójáték a Dream Theater ("Álom Színház") nevével.
OSI
A Fates Warning gitárosa, Jim Matheos, 2002-ben hozta létre az OSI progresszív rock együttest Kevin Moore (ex-Dream Theater) billentyűssel és Mike Portnoy dobossal. Ez a felállás 2006-ig két albumot adott ki.

## Tagok
Jelenlegi felállás
- James LaBrie – énekes (1991 óta)
- John Petrucci – gitáros (1985 óta)
- John Myung – basszusgitáros (1985 óta)
- Jordan Rudess – billentyűs (1999 óta)
- Mike Portnoy – dobos, vokál (1985–2010, 2023–)

Korábbi tagok
- Mike Mangini – dobos (2010–2023)
- Chris Collins – énekes (1985–1986)
- Charlie Dominici – énekes (1987–1990)
- Kevin Moore – billentyűs (1985–1994)
- Derek Sherinian – billentyűs (1995–1999)

## Diszkográfia
- When Dream and Day Unite (1989)
- Images and Words (1992)
- Awake (1994)
- A Change of Seasons (EP, 1995)
- Falling into Infinity (1997)
- Metropolis Pt. 2: Scenes from a Memory (1999)
- Six Degrees of Inner Turbulence (2CD, 2002)
- Train of Thought (2003)
- Octavarium (2005)
- Systematic Chaos (2007)
- Black Clouds & Silver Linings (2009)
- A Dramatic Turn of Events (2011)
- Dream Theater (2013)
- The Astonishing (2016)
- Distance over Time (2019)
- A View from the Top of the World (2021)
- Parasomnia (2025)